# 甲骨学

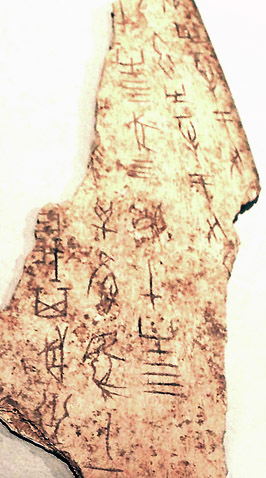
牛胛骨上的卜辞残片

甲骨学是以中国上古时期甲骨文字为主要研究对象的人文学科。甲骨学可分为狭义甲骨学和广义甲骨学。狭义甲骨学局限于研究甲骨文字本身的研究，是一门古文字学。广义甲骨学则举凡以甲骨卜辞为承载体论述上古历史文化皆得纳入，这包括整合古文字学、历史学、考古学、历史文化学、历史文献学、文化人类学等多个学科的理论、研究方法和材料来深入研究甲骨文所记载的历史文化背景以及甲骨卜辞的一些自身规律，这是一门多元的专门性学科:1—2。甲骨文发现初期，甲骨文被称作“契文”，甲骨文的研究被称作“契学”。1930年代以来，随着学者对甲骨卜辞的更深入的认识，以及对卜辞背后的一些内在规律的认知，甲骨学与甲骨文这两个概念逐渐分开。1931年，周予同首次提出“甲骨学”是一门独立的学科:3。王宇信强调，甲骨文是上古时期遗留下来的珍贵的文物和史料，但其对考古学、历史学的研究价值在于文字释读学之外的甲骨学，并随着甲骨学的发展，愈益为学者所认识。甲骨学则是对甲骨文自身固有的规律的一个系统的、科学的探究，并以此为基础来窥视上古的历史、社会、习俗。不能把甲骨文与甲骨学混为一谈。

## 与相关学科的关系
甲骨文发现时，中国历史学术界正处于传统学术向近代学术的转型期，在五四新文化运动的背景下，甲骨学、殷商考古学推动了重建中国古史的工作。推动了历史学、语言文字学、古民族学、古代科技史等相关学科的发展，为这些学科提供了新的研究课题、研究材料和研究方法。同时也吸收了这些学科的研究结果，甲骨学与这些相关学科之间有着紧密互动的发展关系。

## 发展历史
自1899年王懿荣发现甲骨文至今，甲骨学的发展历史可以大致分为三个时期。1899年至1928年10月中华民国中央研究院开始对安阳殷墟进行发掘工作之前，大部分发掘搜集工作以学者私人的方式进行，此时为甲骨学的“草创时期”；1928年10月至1937年7月7日抗日战争全面爆发期间为甲骨学的“发展时期”；1937年至1949年国共内战大规模战事结束期间，甲骨学研究处于停滞状态；1950年代至1966年文化大革命期间，中国政府重启安阳殷墟的发掘工作，是为甲骨学的“深入发展时期”；1966年至1969年文革时期，甲骨学的田野研究工作再度停止；1978年，邓小平等领导人批准建立中国社会科学院人文社会科学研究所，此后甲骨学的田野研究工作多以社科院为主办单位，甲骨学进入“全面发展时期”。

### 草创时期
1899年至1900年间，王懿荣在北京药铺搜购有字甲骨，从古董商范维卿等手中购得甲骨一千余片。1900年八国联军攻进北京城后，负责防务的王懿荣见大势已去便自杀殉国，次年王氏收藏的大部分甲骨落入刘鹗手中，一小部分赠给天津新书学院，另一部分由唐兰编为《天壤阁甲骨文存》（简作“《天》”）。刘鹗收藏甲骨始于1901年，至1903年获得王氏甲骨之时已有有字甲骨五千余枚。罗振玉探访刘氏时见到收藏的甲骨原物，怂恿刘氏将其拓印成书。1903年刘鹗出版了《鐵雲藏龜》（铁）。1908年罗振玉从古董商范维卿口中得知甲骨的真实出土地点在河南安阳小屯村，派其弟弟罗振常三次前往安阳小屯搜购甲骨。1910年罗又亲自带领小组前往安阳小屯搜集甲骨，并将其整理编著成书。1911年出版《殷虛書契》（前）。1914年出版《殷虛書契菁華》（菁）。1915年出版《鐵雲藏龜之餘》（餘）。1916年出版《殷虛書契後编》（後）。这个时期罗振玉、郭沫若、王国维等学者从甲骨卜辞当中寻出了商代上甲至文丁之间的三十余位帝王的名称、百余个地名与方国名，认识到了同版祭祀、帝王相次、以及週祭等规律，为后期甲骨学的发展奠定了扎实的基础。

### 发展时期

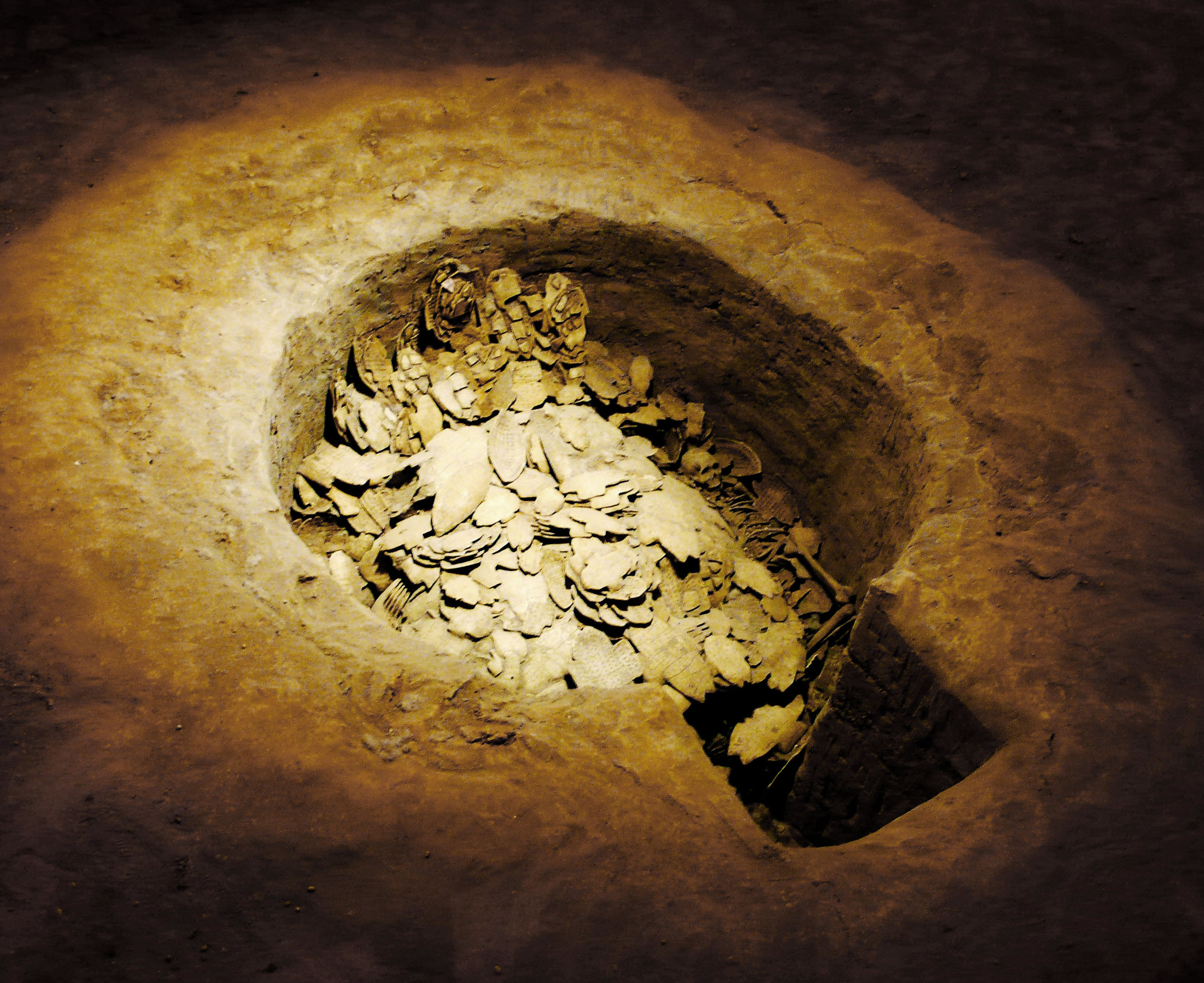
第十三次发掘工作发现YH127坑，内含有字甲骨17096片，以武丁时期甲骨为主

国民政府奠都南京的“黄金十年”之间，中央研究院先后在安阳殷墟进行过十五次发掘工作：

武丁時代甲骨

1. 1928年10月13日至10月30日，出土有字甲骨854片
2. 1929年3月17日至5月10日，出土有字甲骨740片
3. 1929年10月7日至10月21日、11月15日至12月12日，出土有字甲骨3012片
4. 1931年2月21日至5月12日，出土有字甲骨782片
5. 1931年11月7日至12月19日，出土有字甲骨381片
6. 1932年4月1日至1932年5月31日，出土有字甲骨仅1片，发现建筑基址
7. 1932年10月19日至1932年12月15日，出土有字甲骨29片
8. 1933年10月20日至12月25日，出土有字甲骨257片
9. 1934年3月9日至5月31日，出土有字甲骨450片，并从农民手中购得42片。
10. 1934年10月3日至12月30日，对殷墟附近的侯家庄西北岗的商代王陵进行发掘工作（第10至12次發掘並未發現新甲骨）
11. 1935年3月15日至6月15日
12. 1935年9月5日至12月16日
13. 1936年3月18日至6月24日，发现著名的“YH127坑”，坑内含有字甲骨17096片，此次发掘工作出土有字甲骨总计17804片
14. 1936年9月至12月31日，出土有字甲骨仅2片
15. 1937年3月16日至6月19日，出土有字甲骨599片。

董作宾对第一至第九次收集的甲骨进行整理释读，并以影印拓片的形式出版《殷虚文字甲编》（简作“《甲》”），后有屈万里《殷虚文字甲编考释》；上列十五次发掘工作共获甲骨文合共28631版。

### 抗战内战
1937年7月7日抗日战争爆发，中国自主的甲骨学研究工作被迫停止。日本侵略軍占领河南安阳期间，少数日本学者带领考古小组进行发掘工作，以及一些盗墓者将数千片甲骨流向海外或传入私人收藏。一方面促进了海外（特别是日本）的甲骨学研究。1945年抗战胜利后，胡厚宣亲自来往于中国南北搜购流失甲骨数千片，整理后编著成书《甲骨六录》（简作“《六》”）。

### 深入与全面发展时期
1950年春，中华人民共和国中国社会科学院考古研究所成立。1950年4月至6月在洹河南畔发掘一片带有数字的甲骨，其中一些符号类似的周易卦爻。1953年在大司空村发掘有字甲骨2枚。1955年8月18日至10月23日，在小屯村东南发掘有字甲骨1片。1957年8月发掘有字甲骨1片。1958年发掘有字甲骨1片。1959年发掘有字甲骨2片。1961年发掘有字甲骨1片。1962年发掘有字甲骨一片。1964年发掘有字甲骨一片。1971年发掘有字甲骨10片。1972年发掘有字甲骨4片。1973年3月至12月在小屯南地发掘有字甲骨4805片，编成《小屯南地甲骨》（简作“《屯南》”）。这批甲骨的内容十分丰富，内容涉及祭祀、农业、田猎、征伐、天象等方面。包括许多新的字词、人名、地名、贞人名、方国名等。《屯南》内容常被学者引用。1974年发掘有字甲骨1片。1985年发掘有字甲骨3片。1986年发掘有字甲骨8片。1989年发掘有字甲骨294片。1991年在花园庄东地（“91花东H3”）发掘有字甲骨689片。1991年10月发掘有字甲骨5片。2002年6月至8月发掘有字甲骨228片。2004年3月至8月发掘有字甲骨1片，内容为干支表。1950年至2004年发掘有字甲骨共6495片。
此外在二里岗文化遗址亦有发掘有字甲骨4片、在殷墟以外的殷墟文化遗址发掘有字甲骨7片。1950年代，在山西、陕西、北京、河北、河南相继发现西周时期以及周原文化的甲骨（“周原卜辞”），促生了分支学科“西周甲骨学”:20—43。

## 分期
1928年，加拿大甲骨学者明义士（James Mellon Menzies）在其未出版的《殷虚卜辞后篇》（后）稿本的序文当中提出以卜辞中对祭祀帝王的称谓以及甲骨文的字体、书体来对甲骨卜辞进行分期处理，分出甲屉、丙屉前后二期。其后董作宾在《大龟四版考释》中提到了辨定贞人的重要性以及以贞人来对甲骨进行分期整理。1933年他又发表《甲骨文断代研究例》一文提出了现今仍旧使用的“五期分法”和“十项标准”：
- 第一期，武丁以及其前四王
- 第二期，祖庚、祖甲二王
- 第三期，（廪辛）、康丁二王
- 第四期，武乙、文丁二王
- 第五期，帝乙、（帝辛）二王

世系、称谓、贞人、坑位、方国、人物、事类、文法、字形、书体以上十项标准用来辨定甲骨卜辞的期属。1956年，陈梦家在《殷虚卜辞综述》中对董氏的五期分法加以细化修正，提出“三个标准”和“九期分法”：
一、早期
1. 武丁卜辞
2. 祖庚卜辞
3. 祖甲卜辞
4. 廪辛卜辞

二、中期
1. 康丁卜辞
2. 武乙卜辞
3. 文丁卜辞

三、晚期
1. 帝乙卜辞
2. 帝辛卜辞

董氏早在撰写《甲骨文断代研究例》时，就提出“文武丁卜辞之谜”，多数文丁时期的卜辞的大小宗称谓与前后期卜辞使用的称谓不合，区分出“王族卜辞”（即直系先王及其后裔）与“多子族卜辞”（旁系先王及其后裔）。后来学者又发现不管是王族势力还是多子族势力，其内部都是由多个专司祭祀卜刻工作的贞人组成的“贞人集团”，称“Ｘ组”。王族分出五组，多子族分出五组。陈梦家进行整理后，将它们归入“㠯组”、“子组”、“午组”三组卜辞。《甲骨文合集》中称之为“甲组”、“乙组”、“丙组”。李学勤又增添到九组：“宾组”、“㠯组”、“子组”、“（几几）组”、“出组”、“历组”、“无名组”、“何组”、“黄组”。同时提出卜辞的“两大系统发展说”：一个系统是以宾组卜辞发展为出组、何组、黄组；另一个系统由㠯组发展为历组、无名组:124—169。

## 材料学

### 校重
甲骨发现早期，各收藏家纷纷争先发表甲骨拓片，甲骨辗转流传，转手一次，著录一次，造成了甲骨卜辞在著录书中重见的情况，给后期甲骨学家带来了不便。《甲骨文合集》为六十余种著录做了校重工作，发现重片六千余，重片在著录书中出现的次数一万四千余次。

### 辨伪
甲骨发现以后受到了收藏家的大量求购，造成甲骨（特别是有字甲骨）的价值倍增，随之有求利人士开始伪刻甲骨。可知最早的伪刻甲骨出现于1900年，即王懿荣发现甲骨的第二年。1903年刘鹗出版的《鐵雲藏龜》中的57·1、84·1、130·1、254·1、256·1五片甲骨便是伪刻。一些伪刻甲骨亦流传海外。甲骨辨伪工作主要可以从文字、辞例两方面着手。

### 國家典籍圖書館展出的甲骨

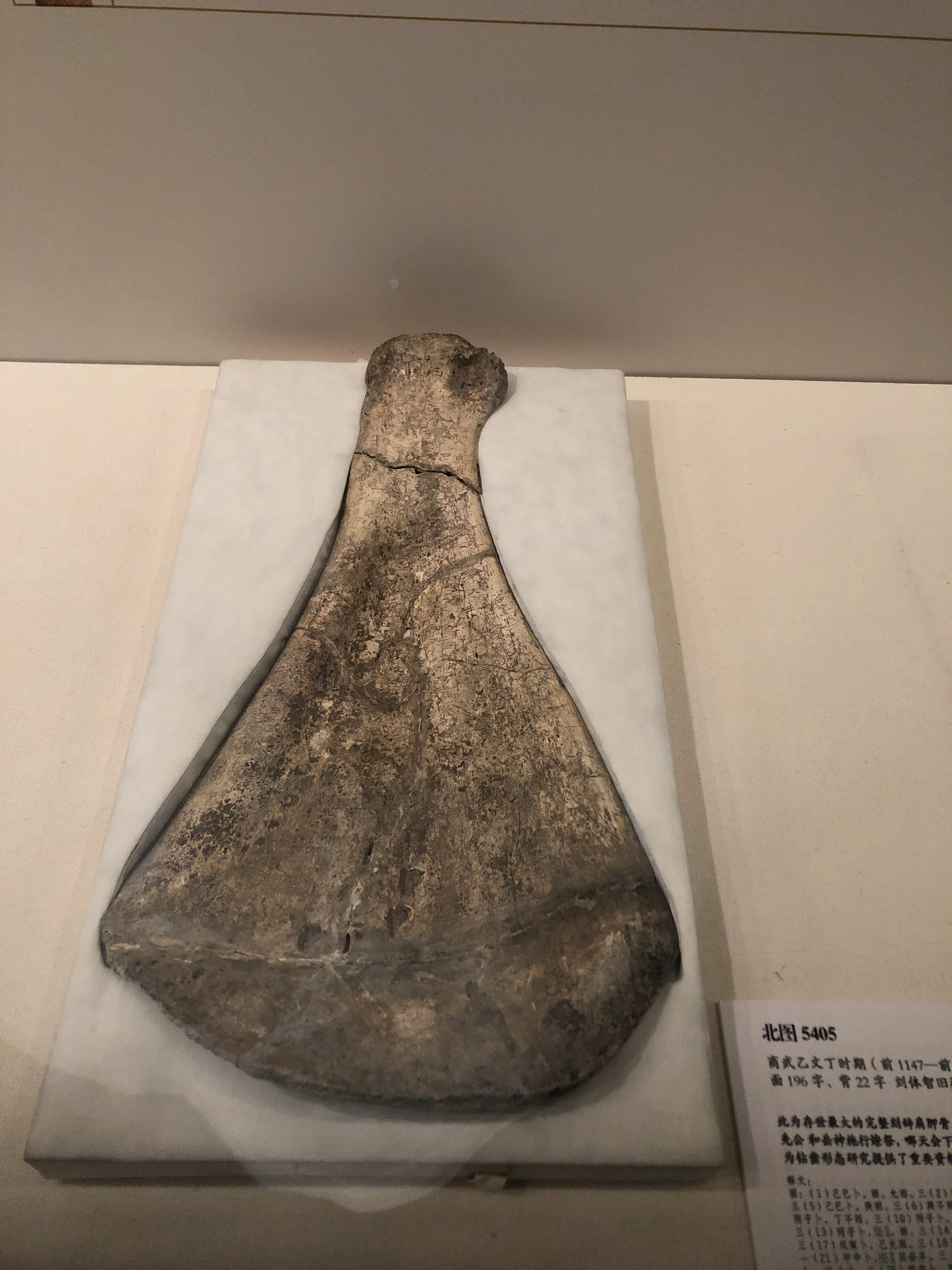
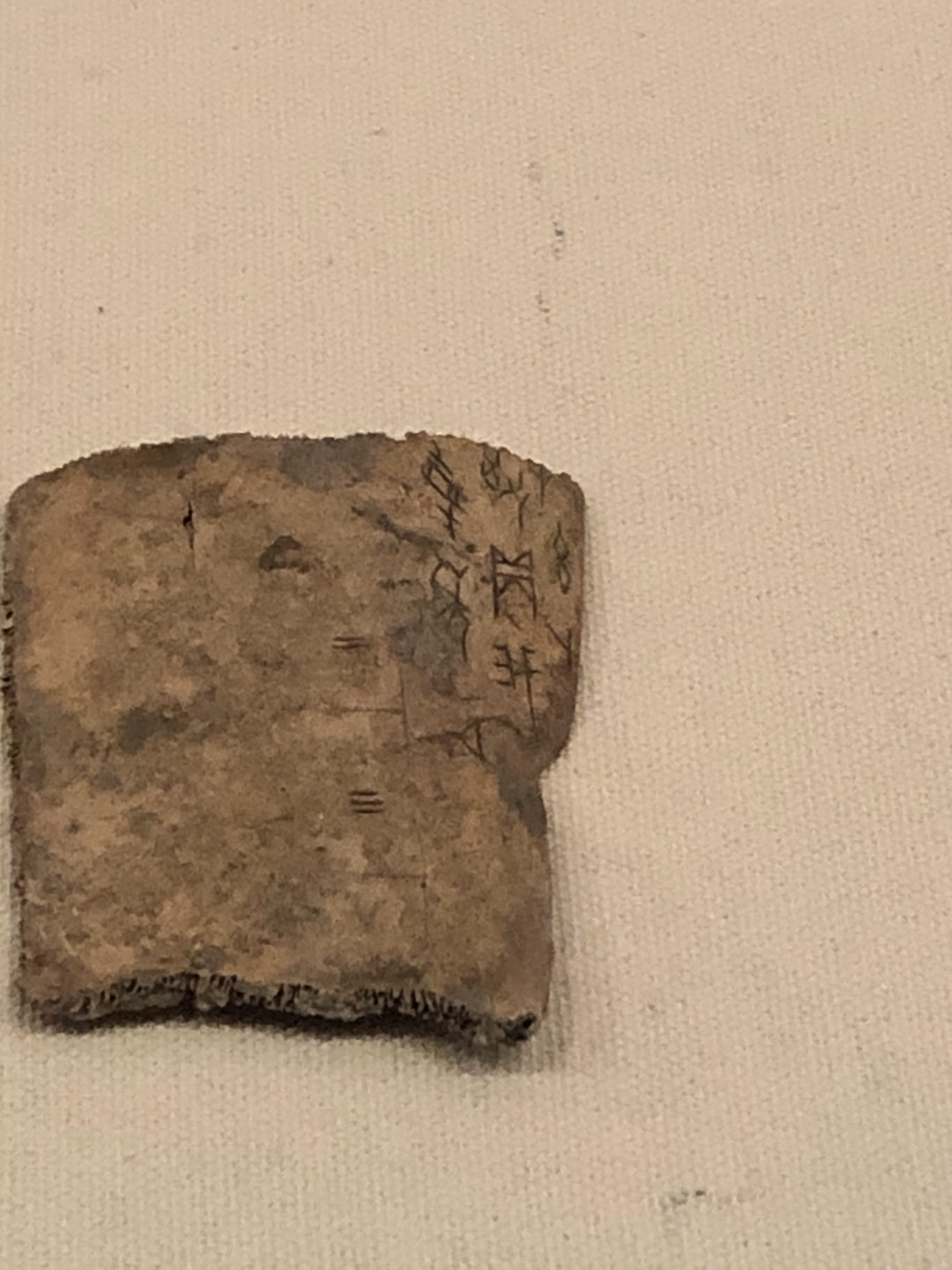
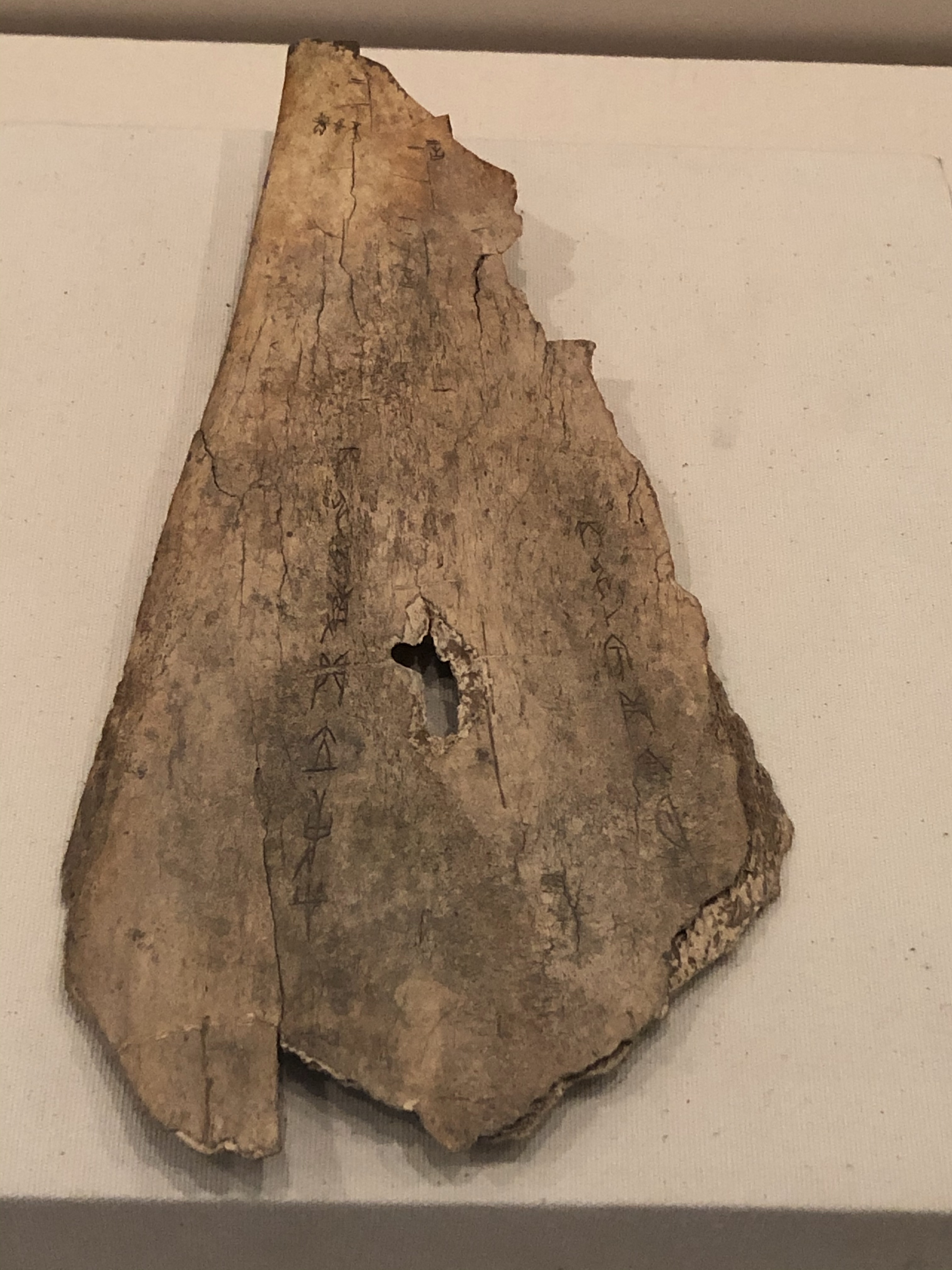
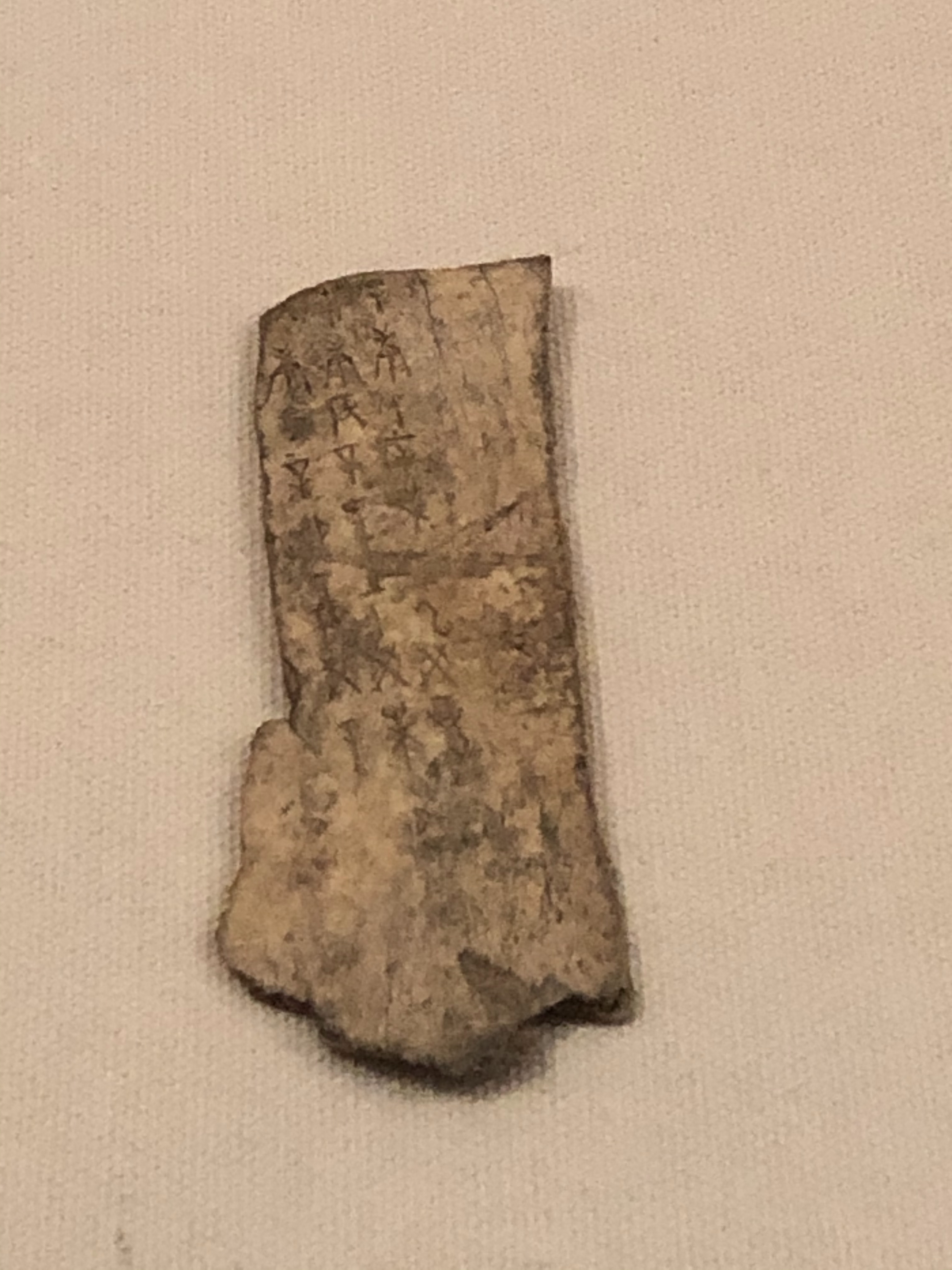
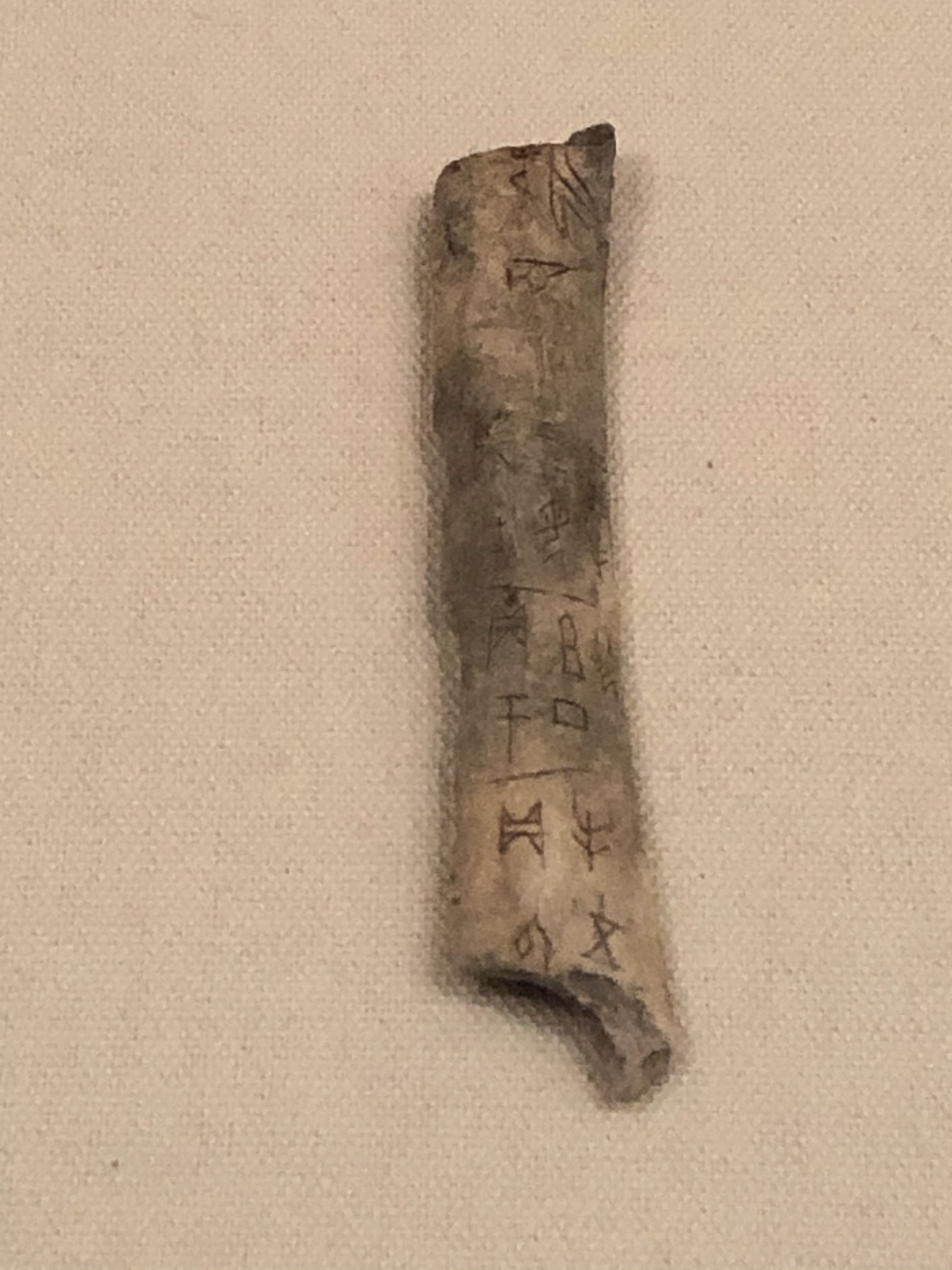
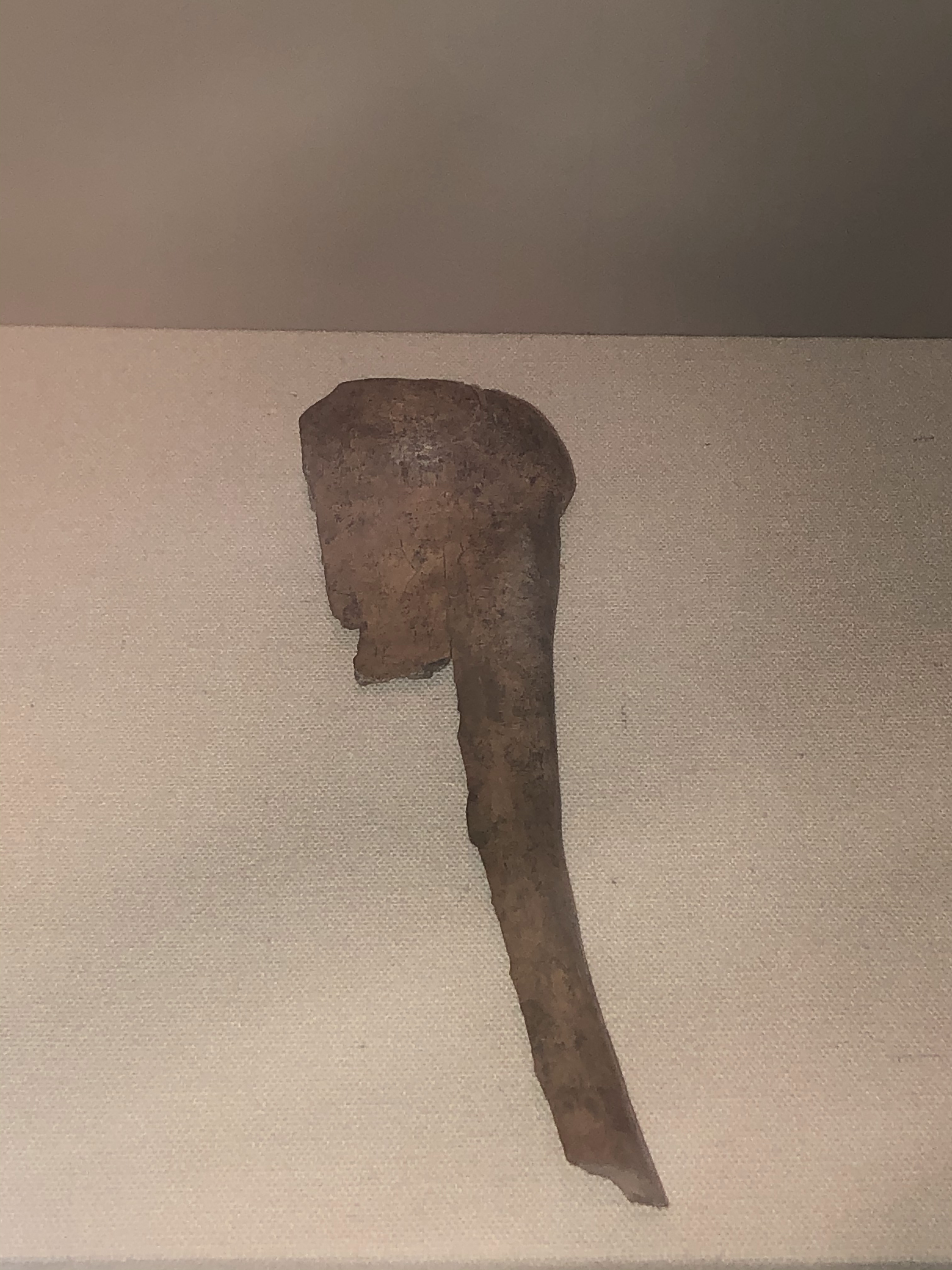
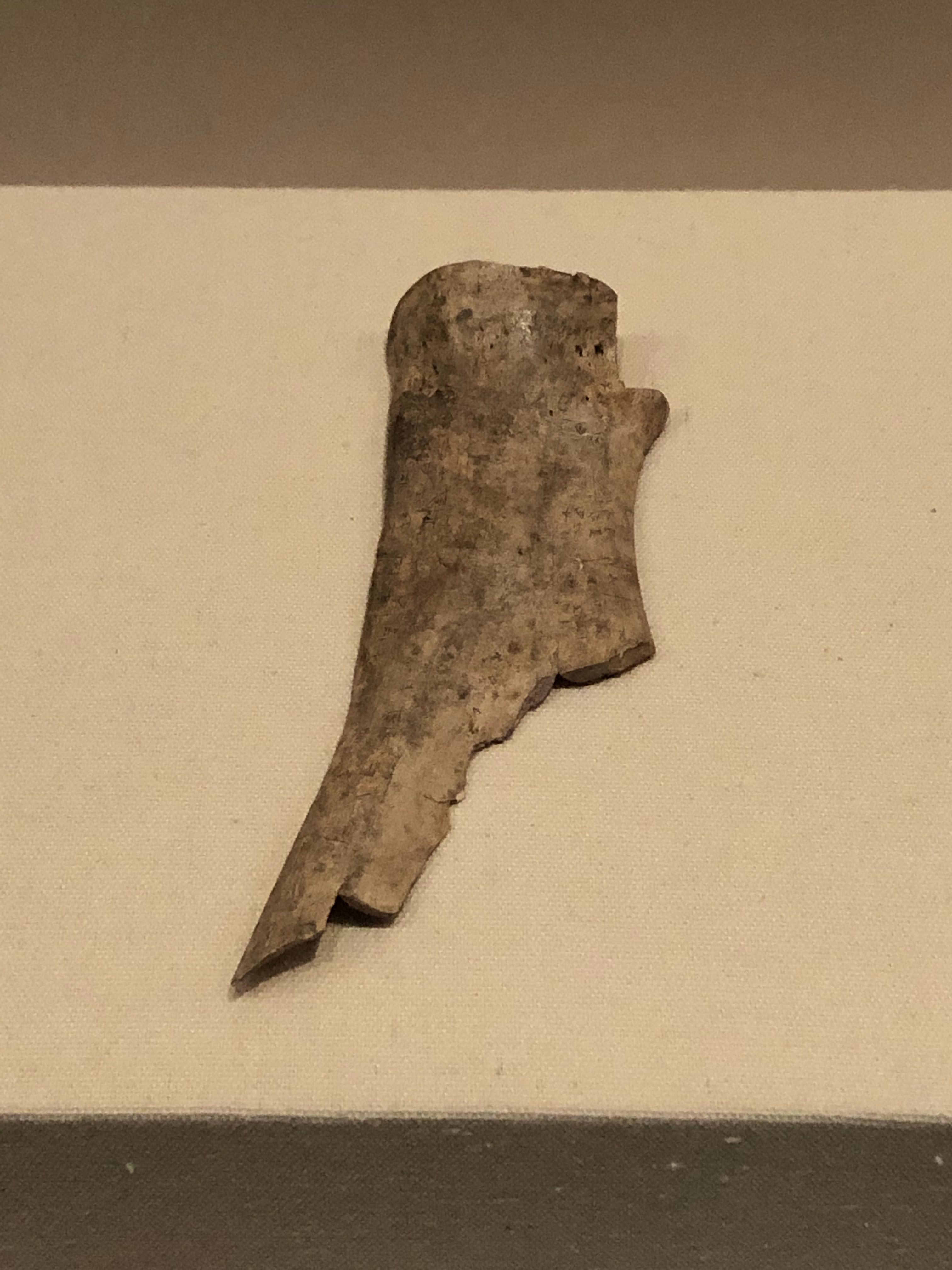
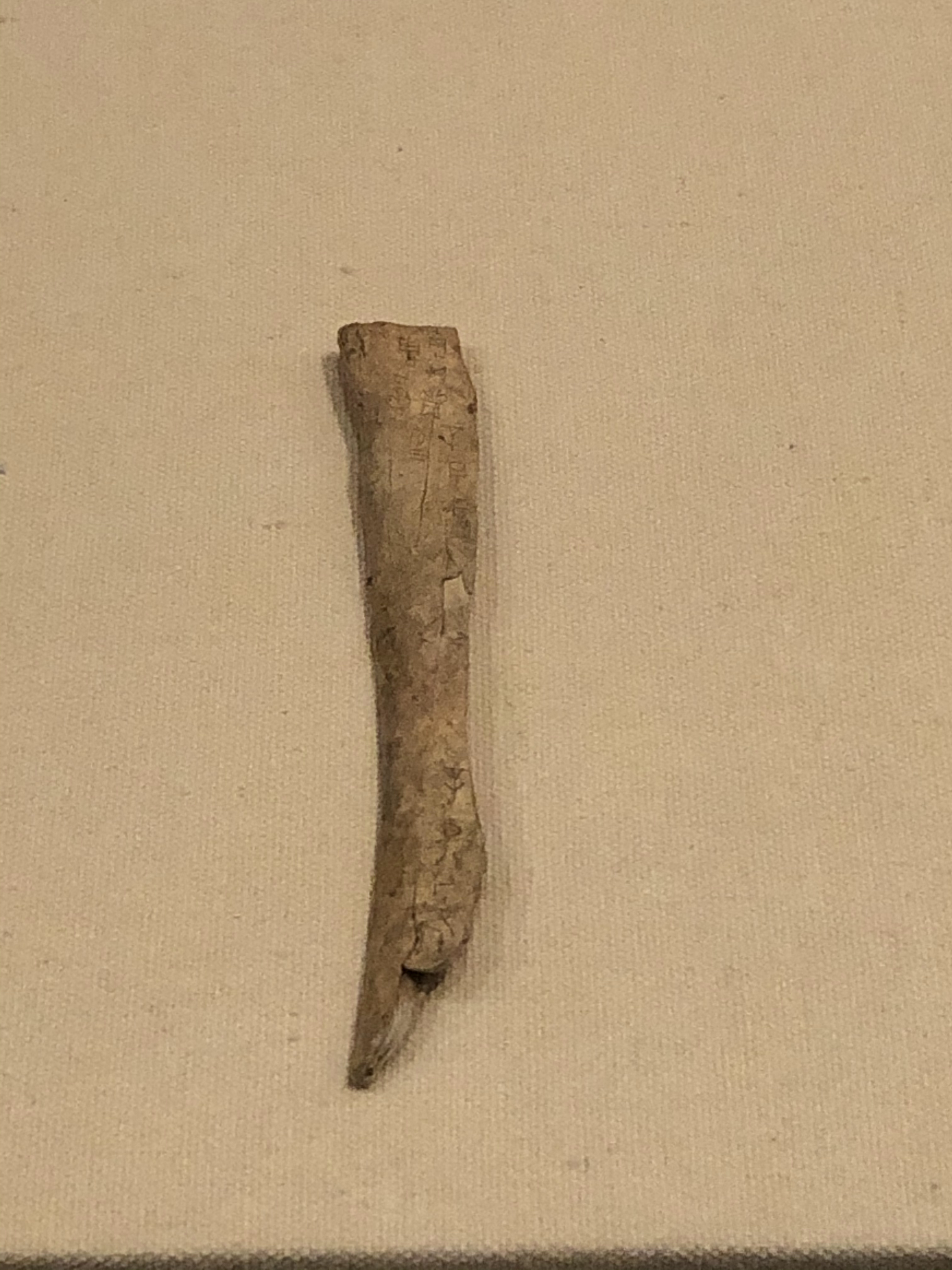
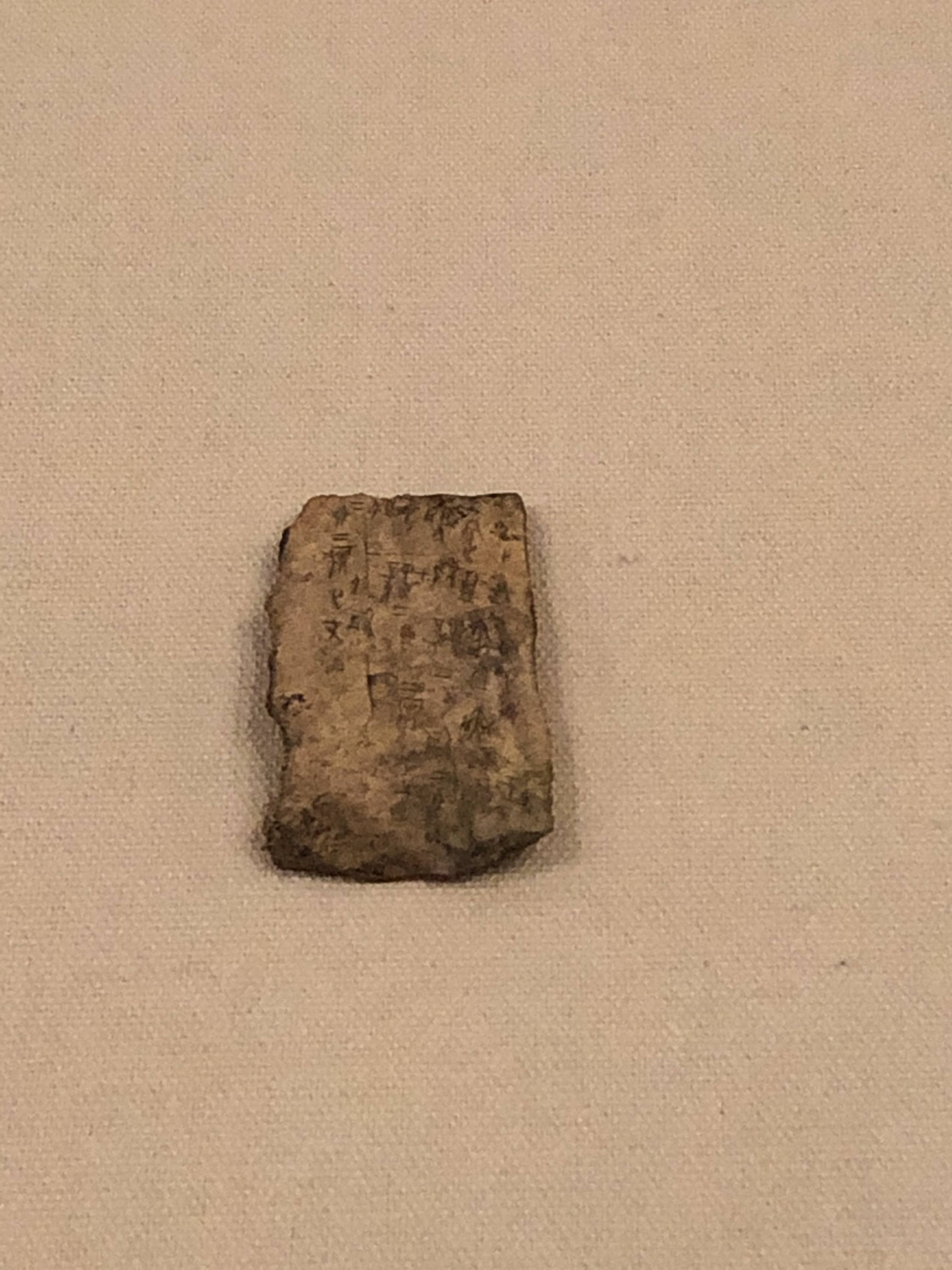
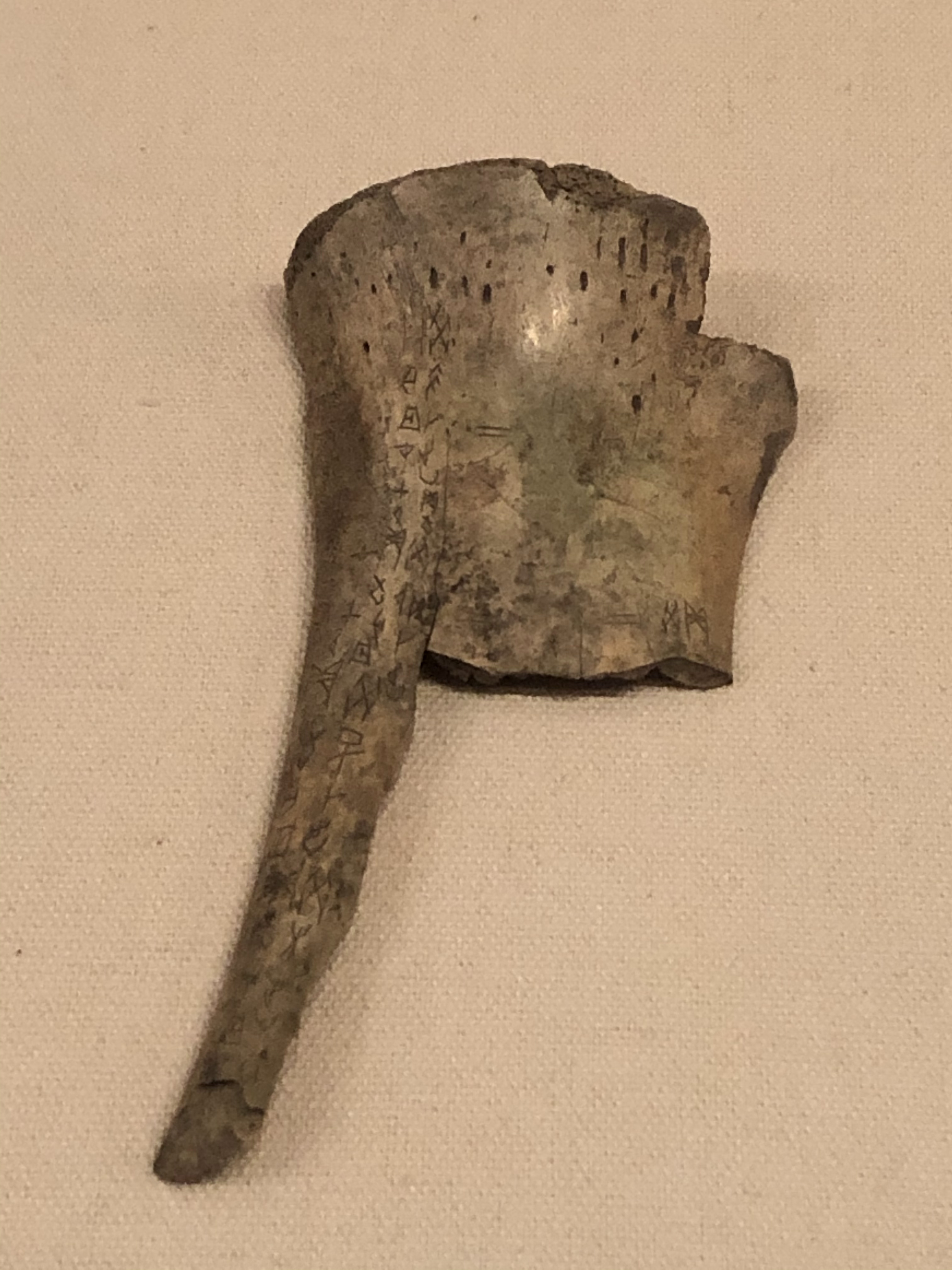
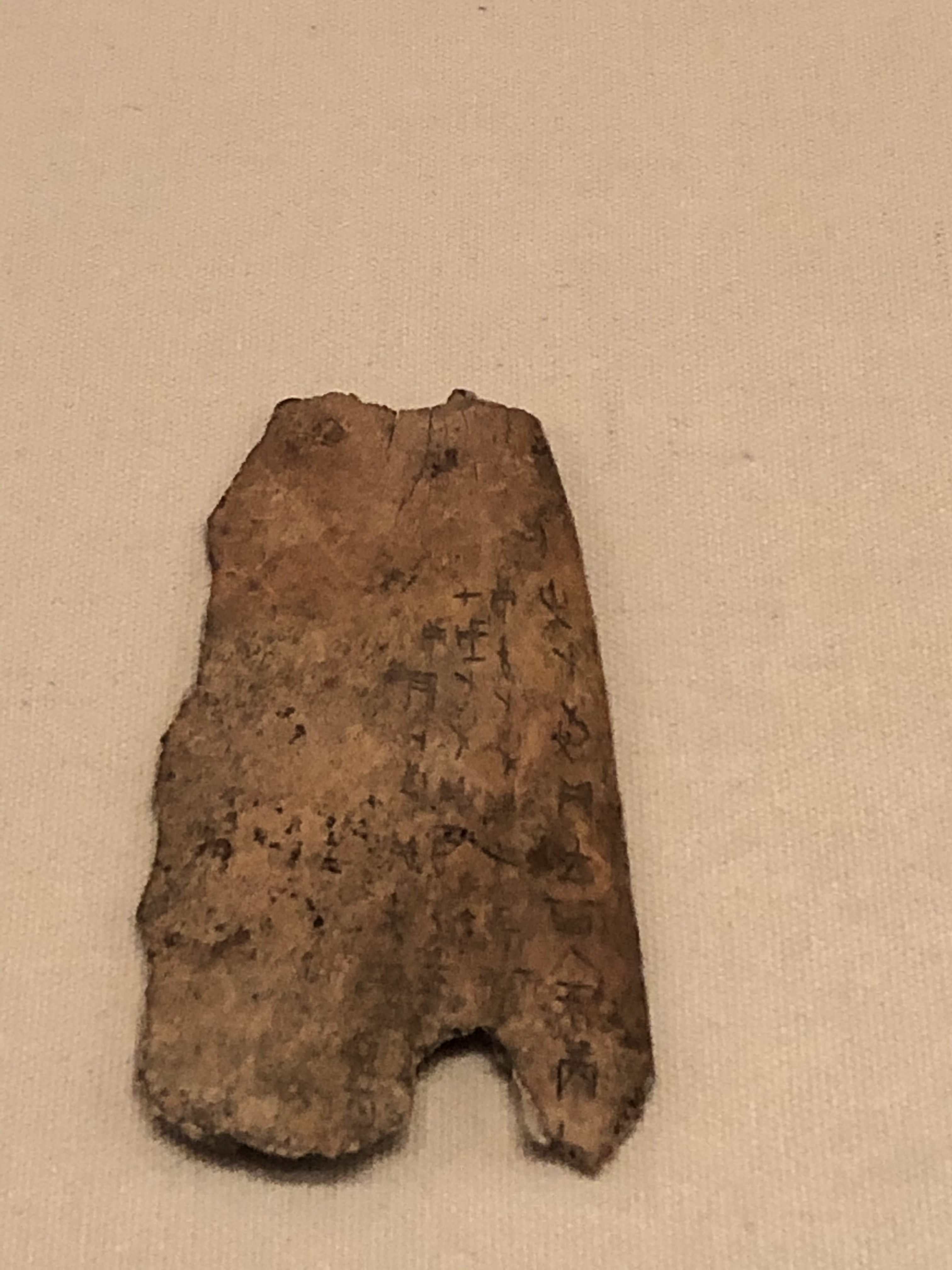
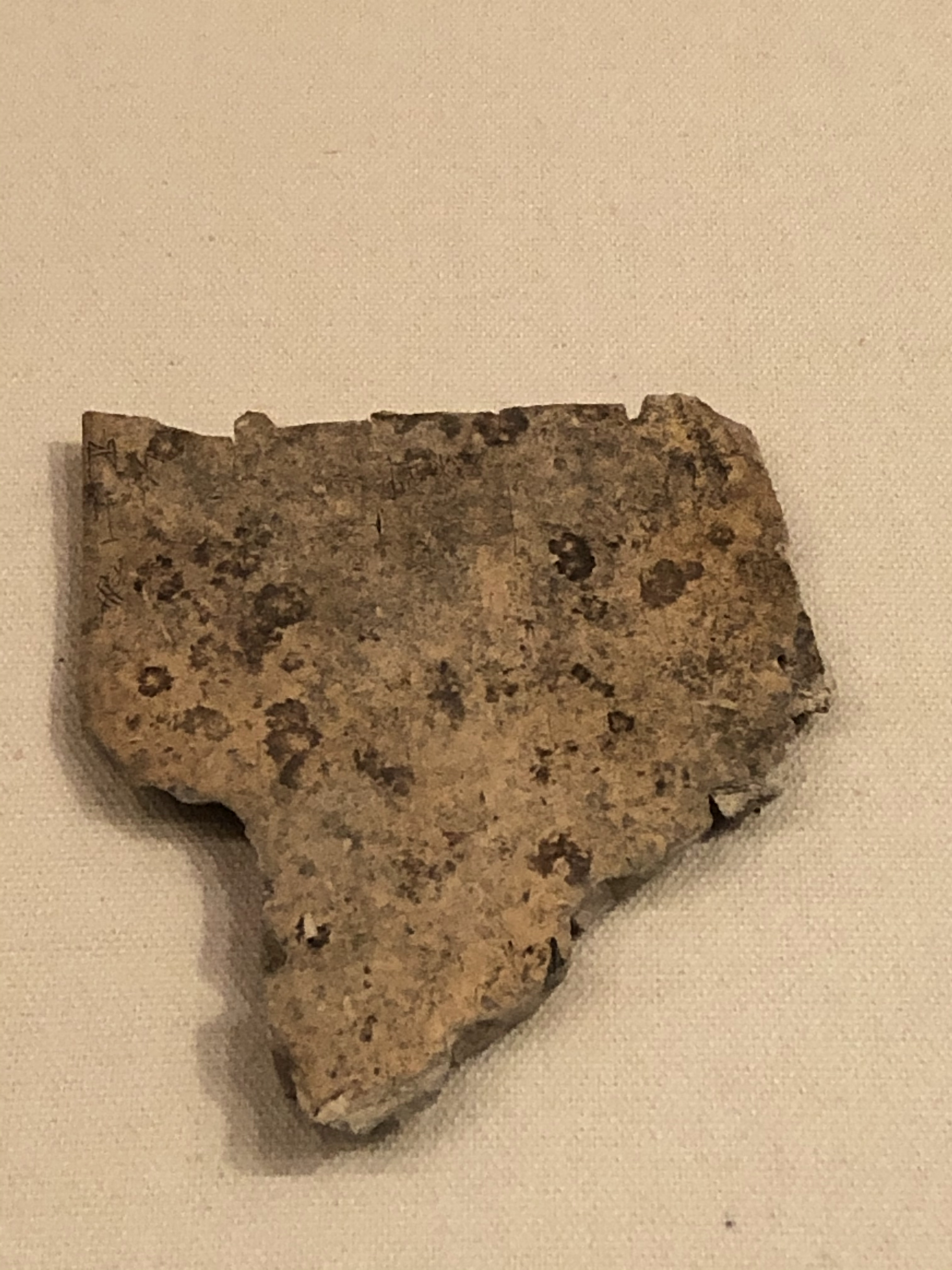
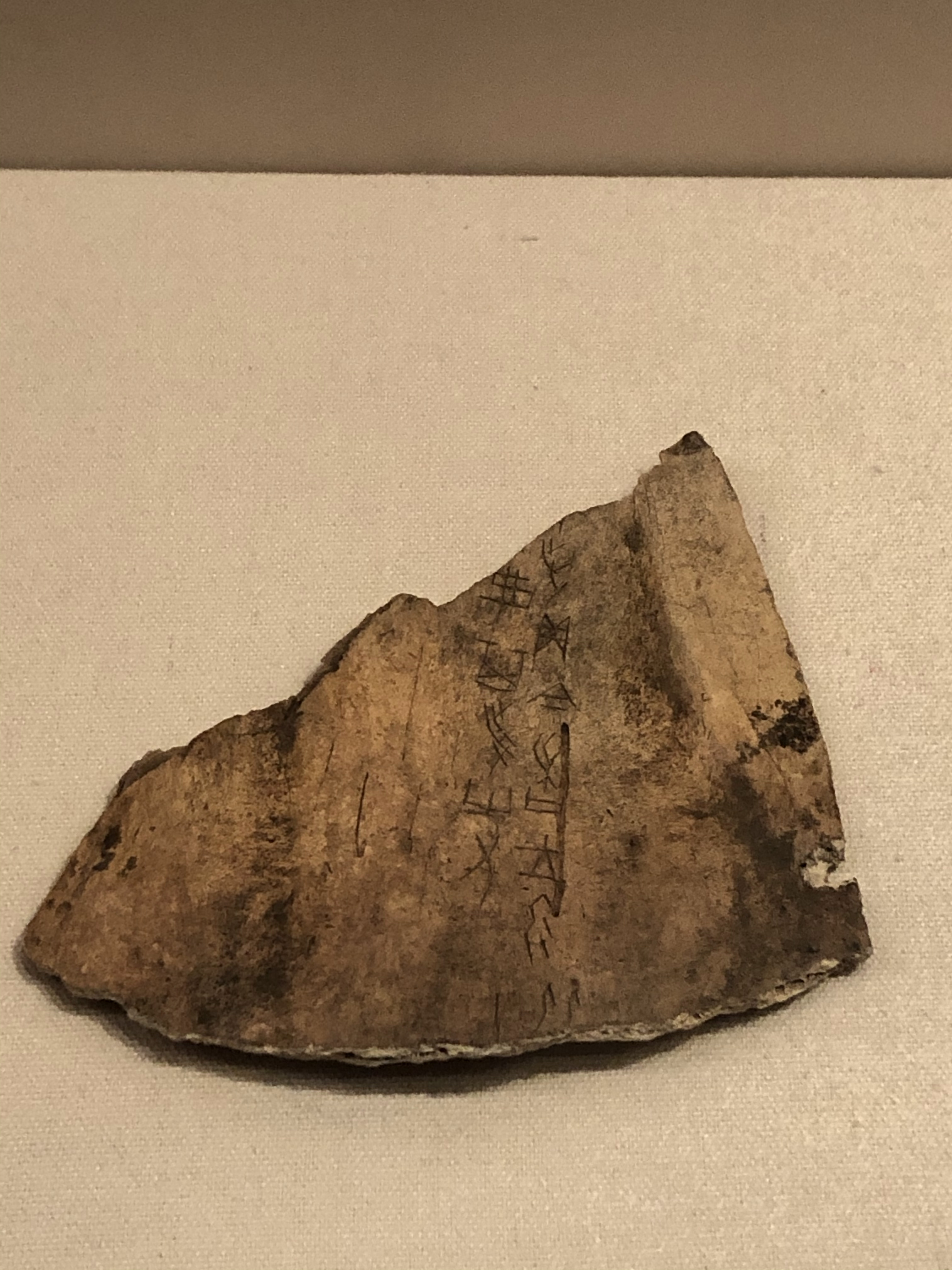
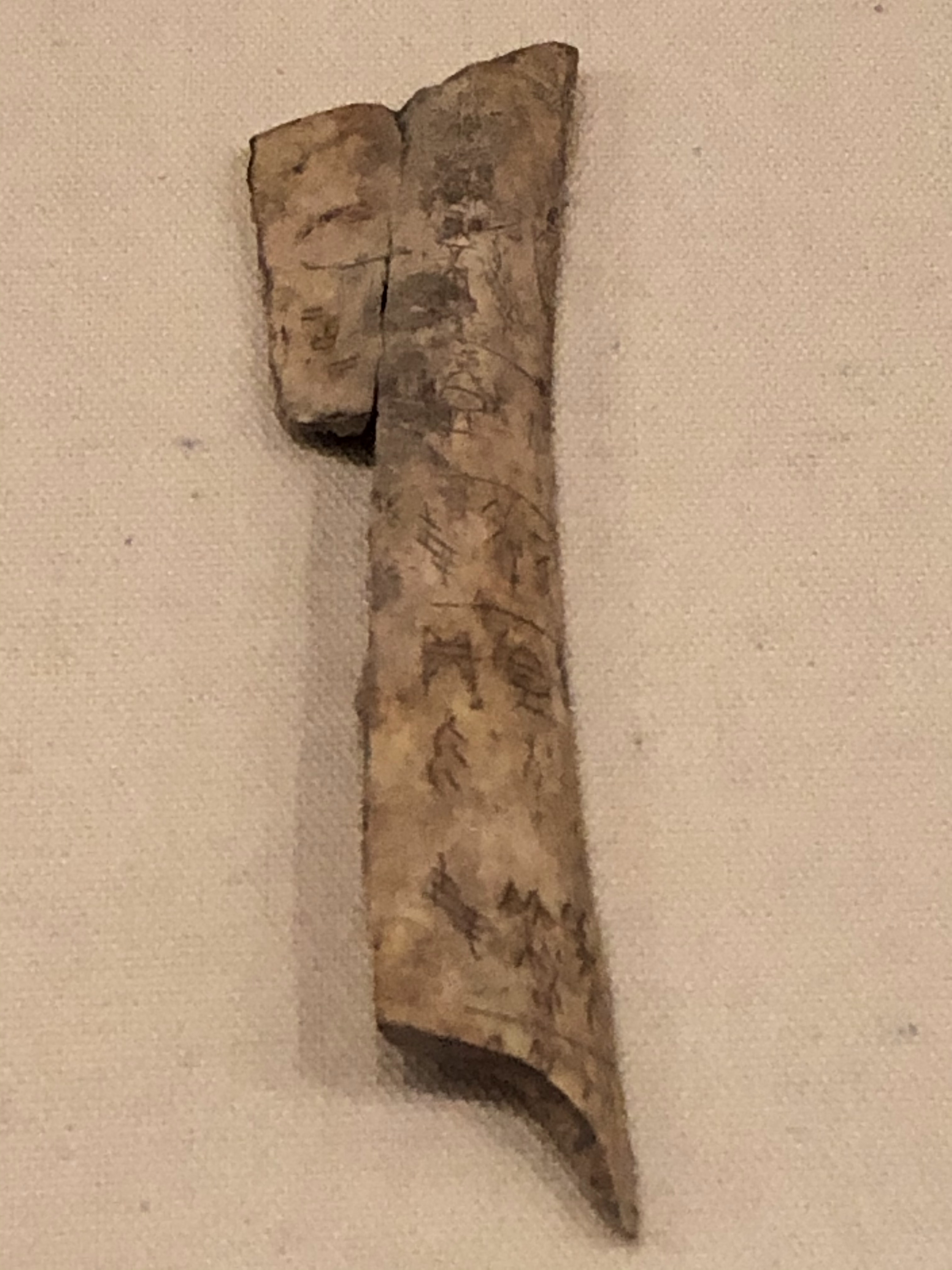
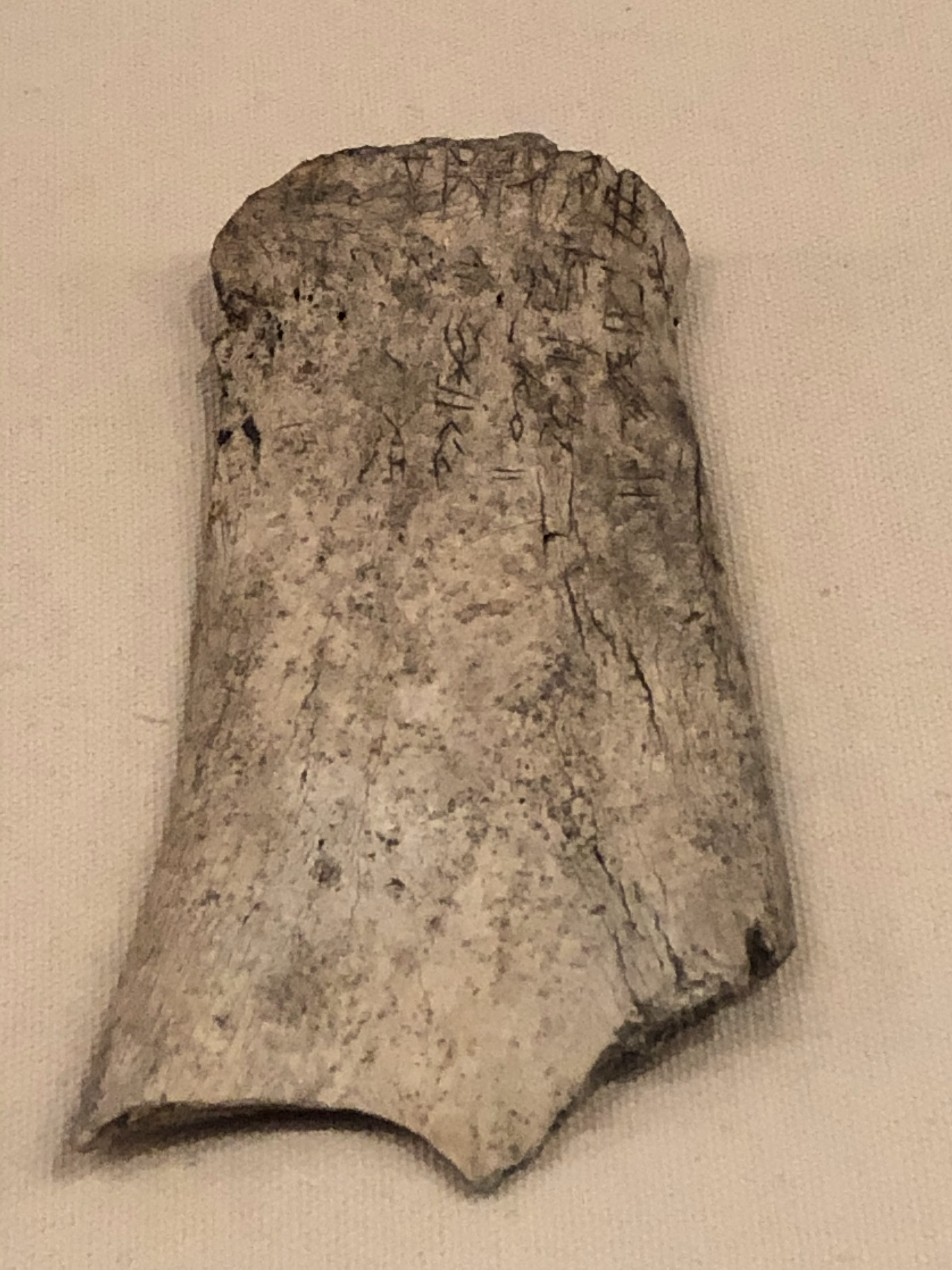
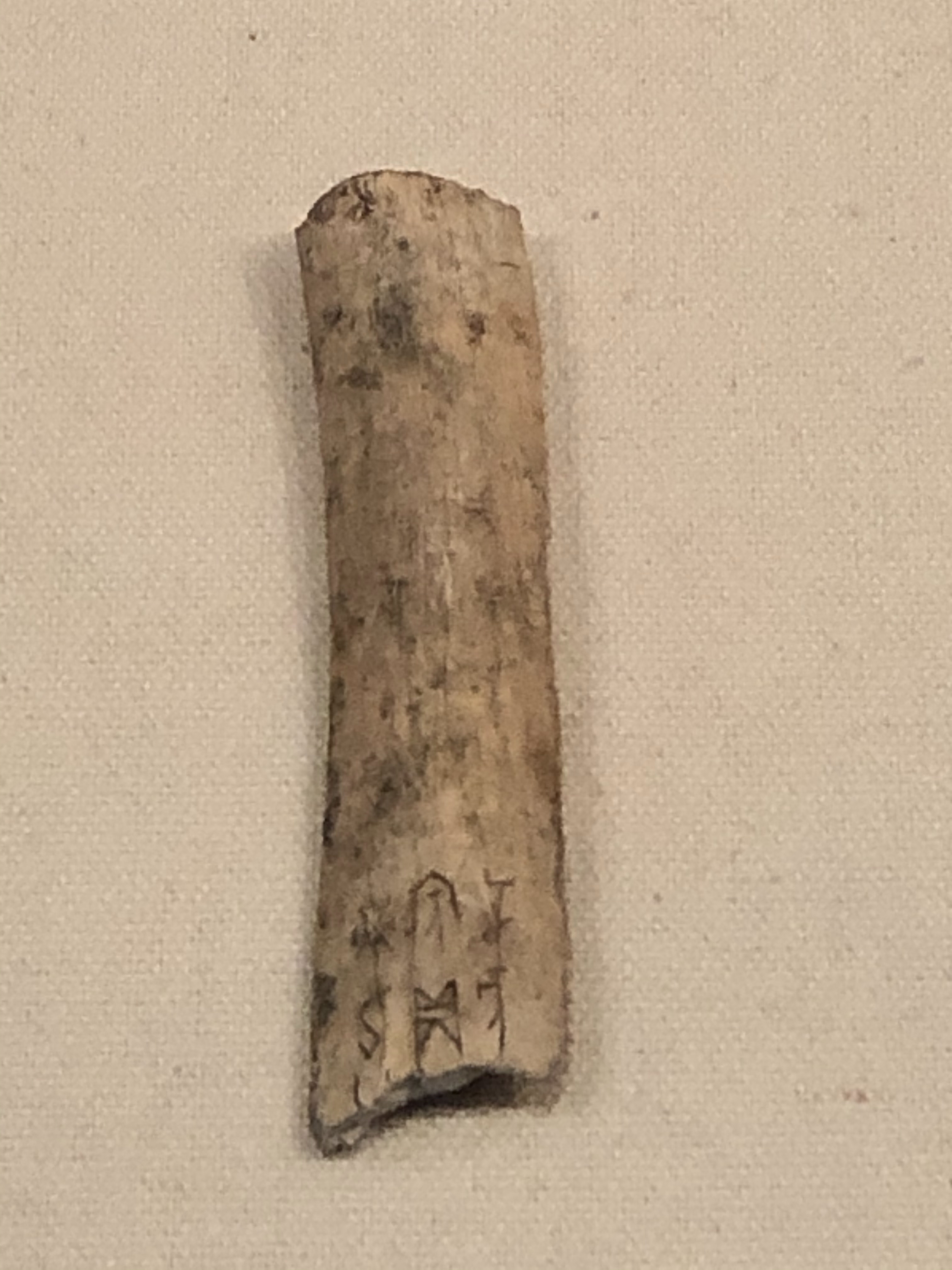
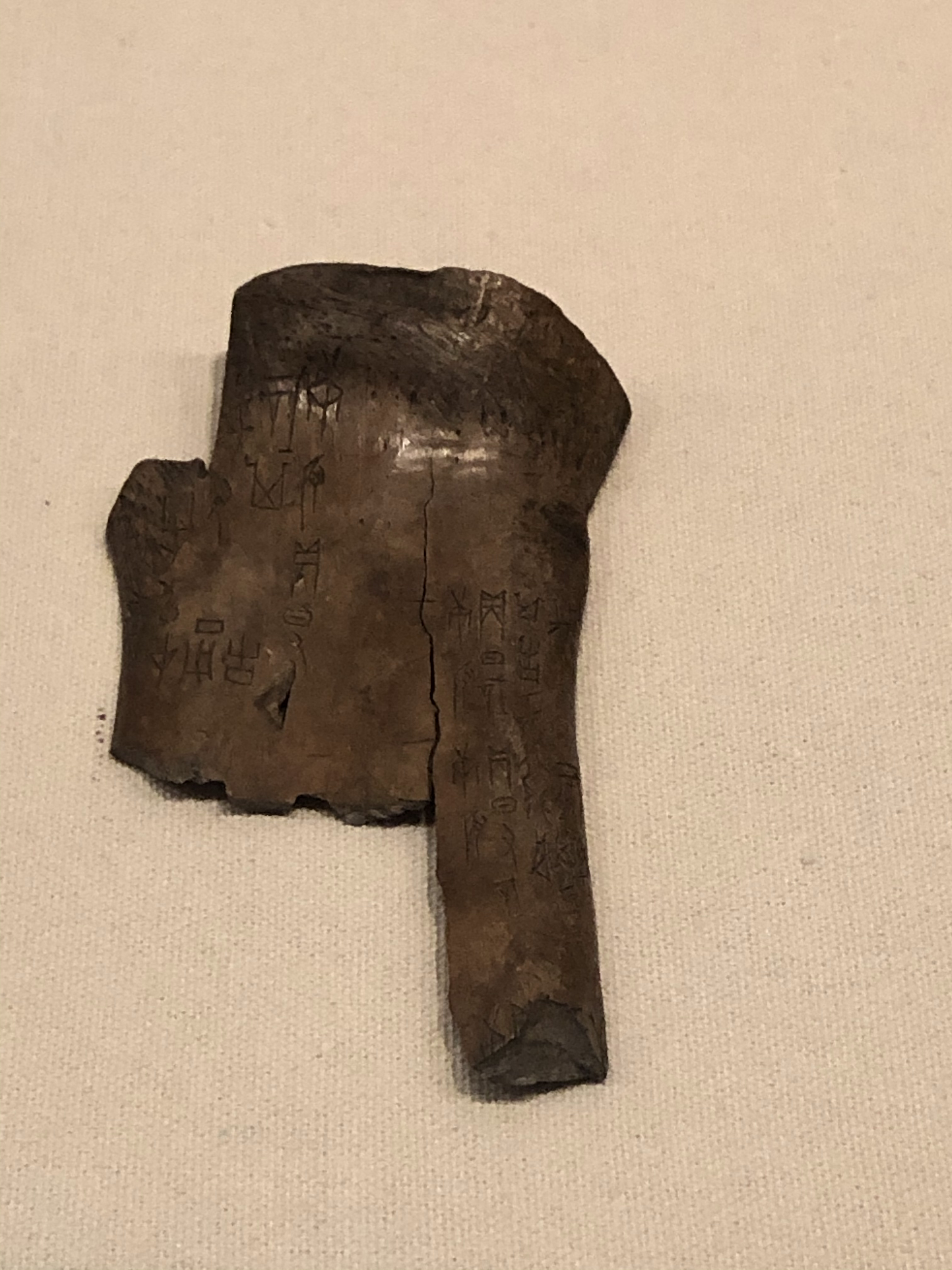
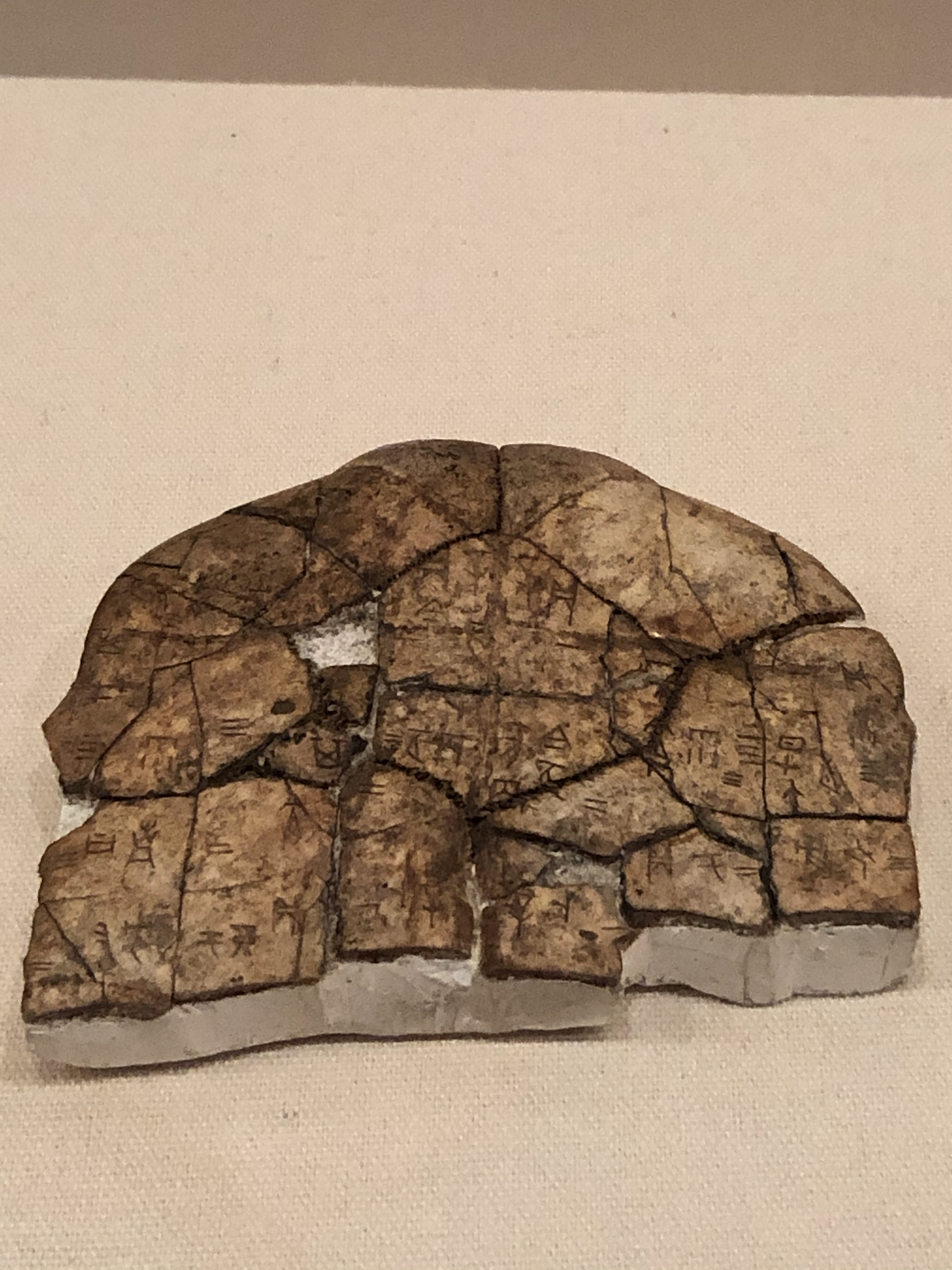
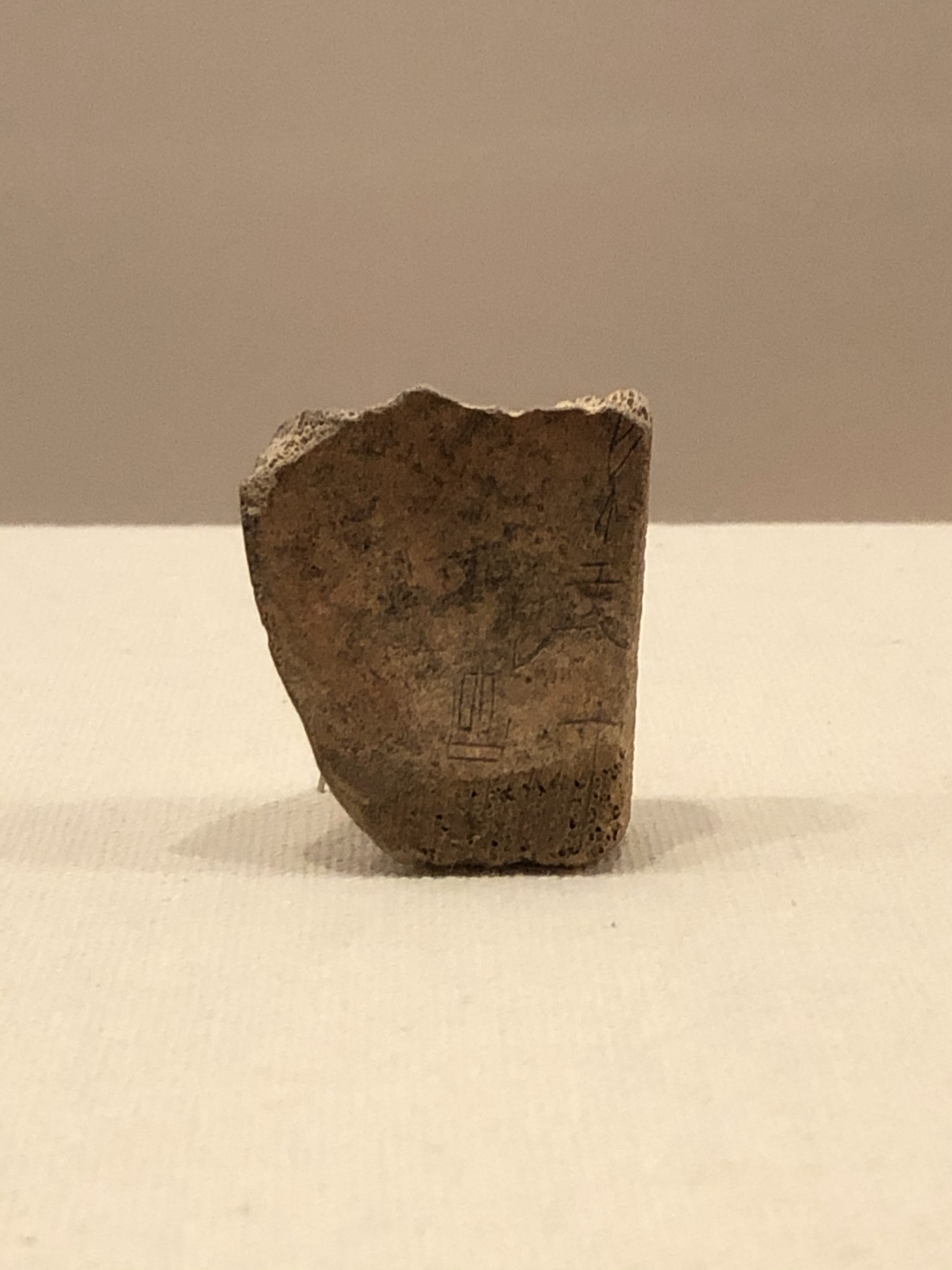
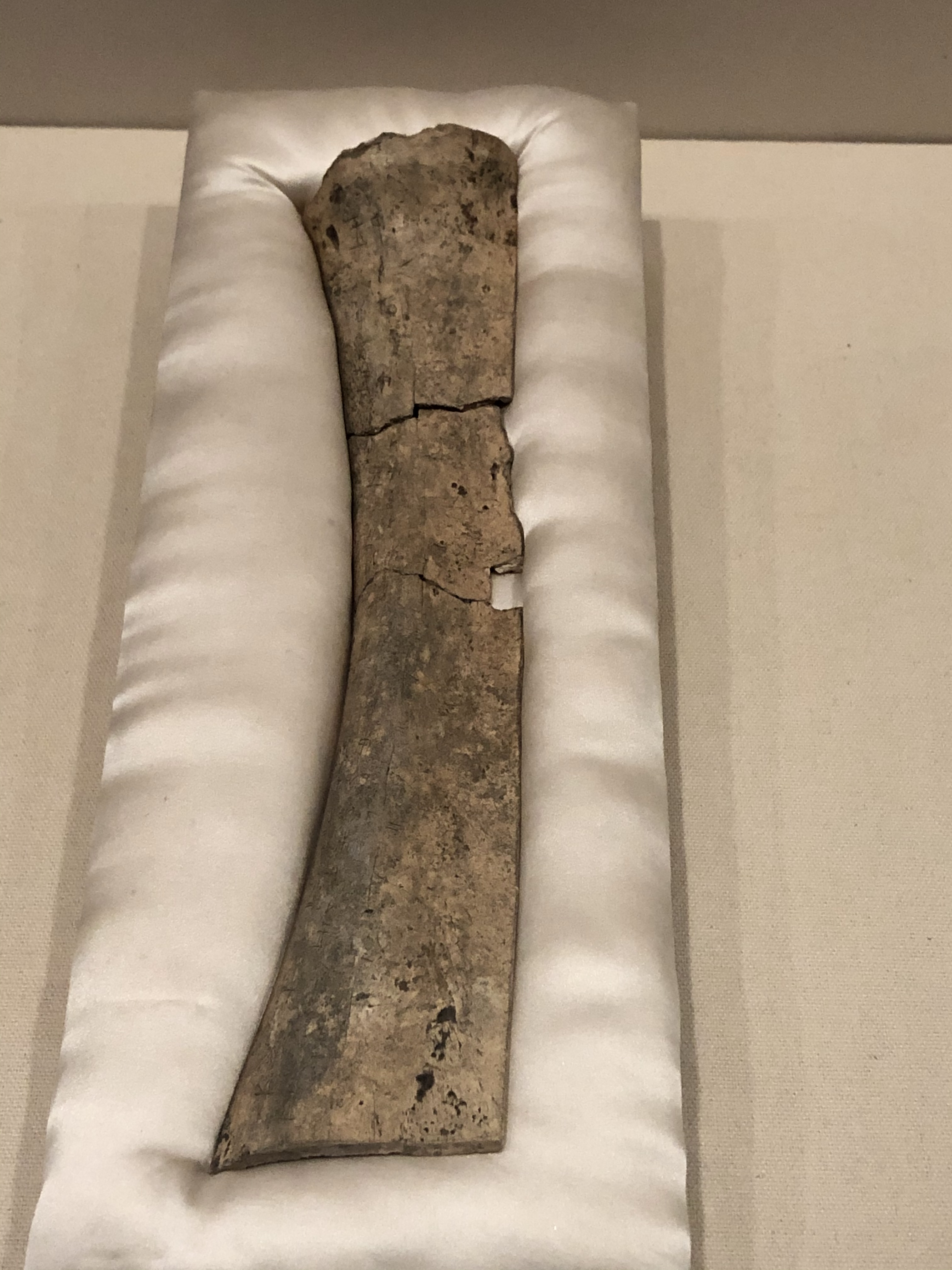
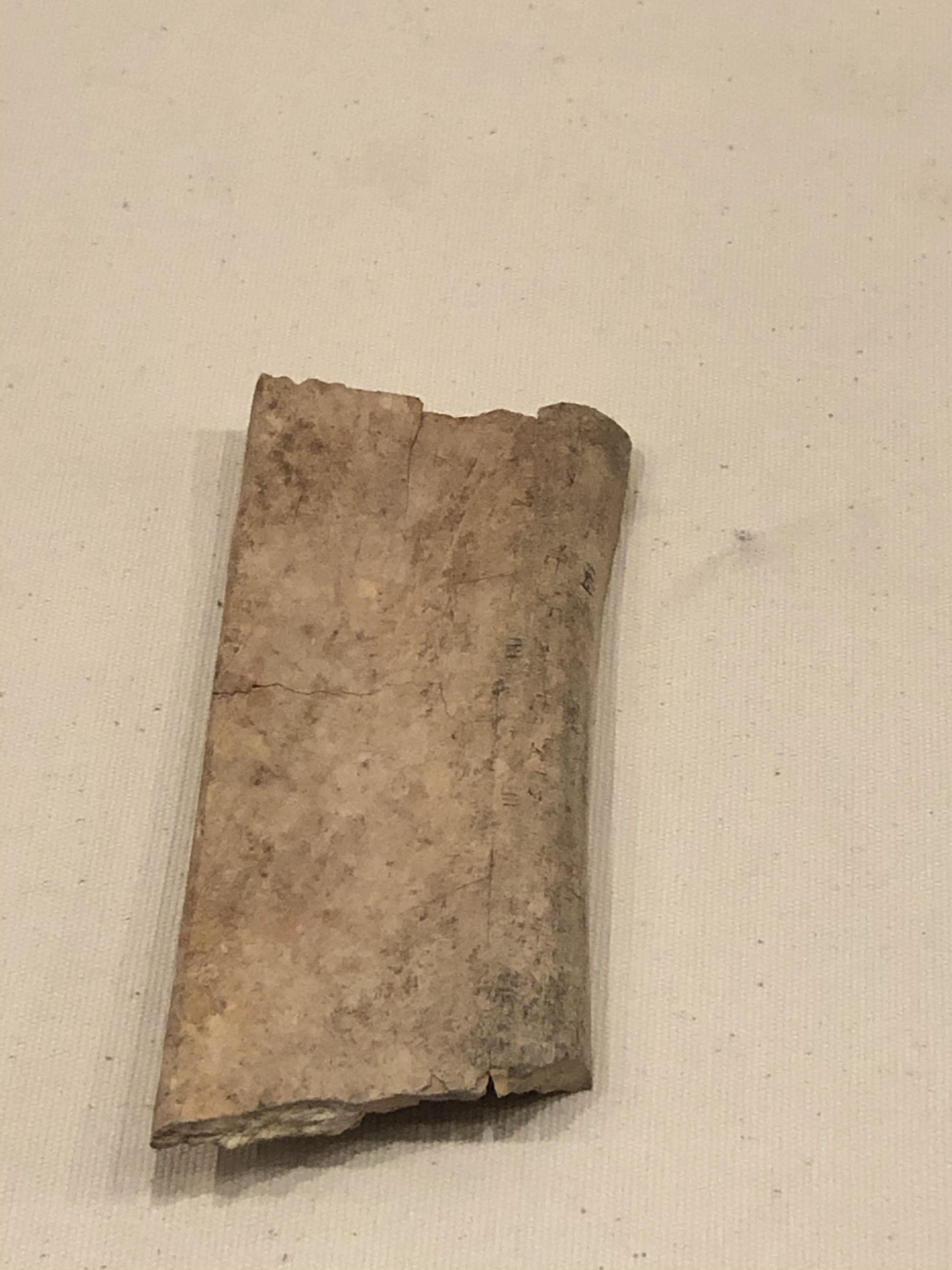
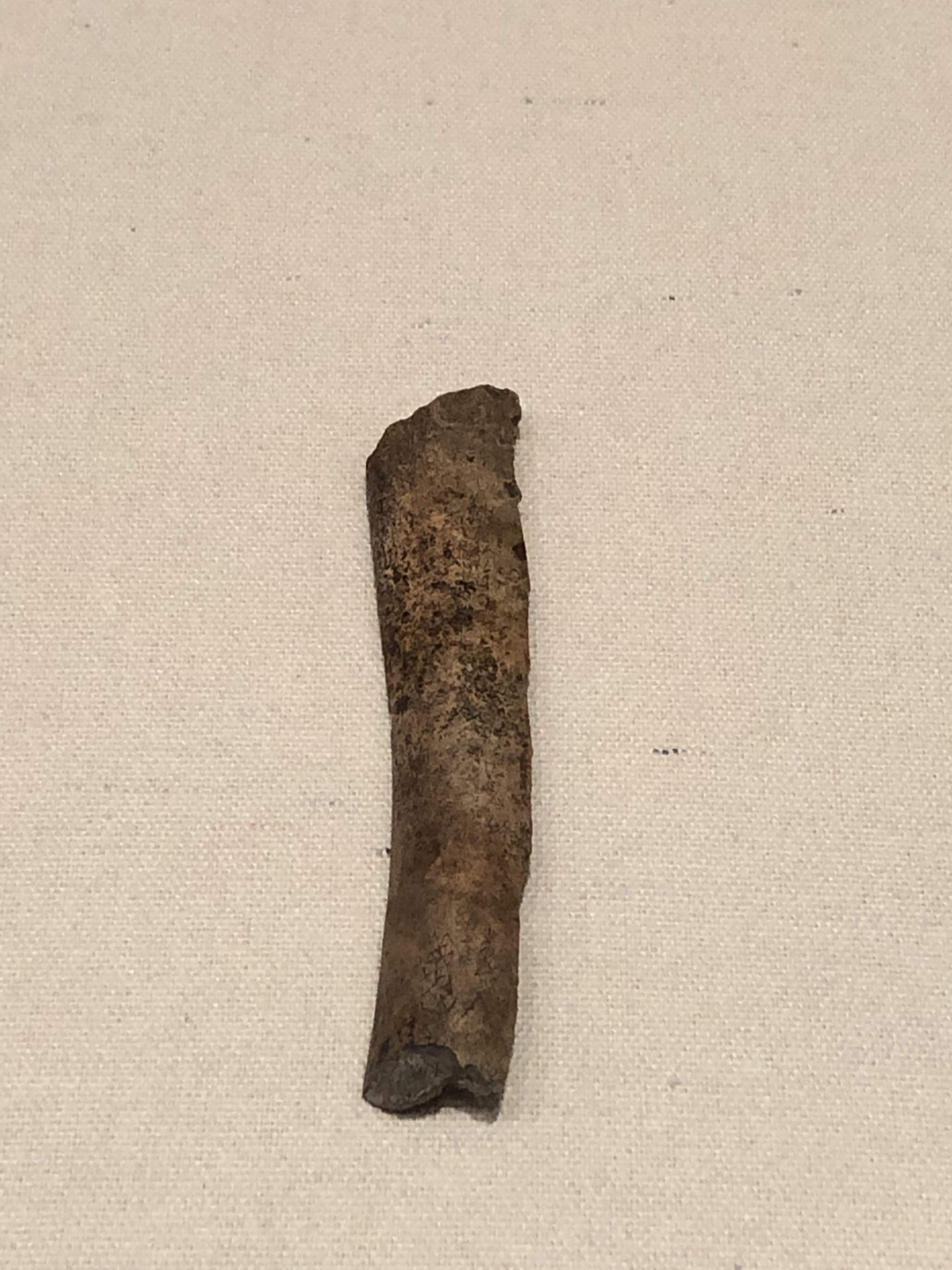
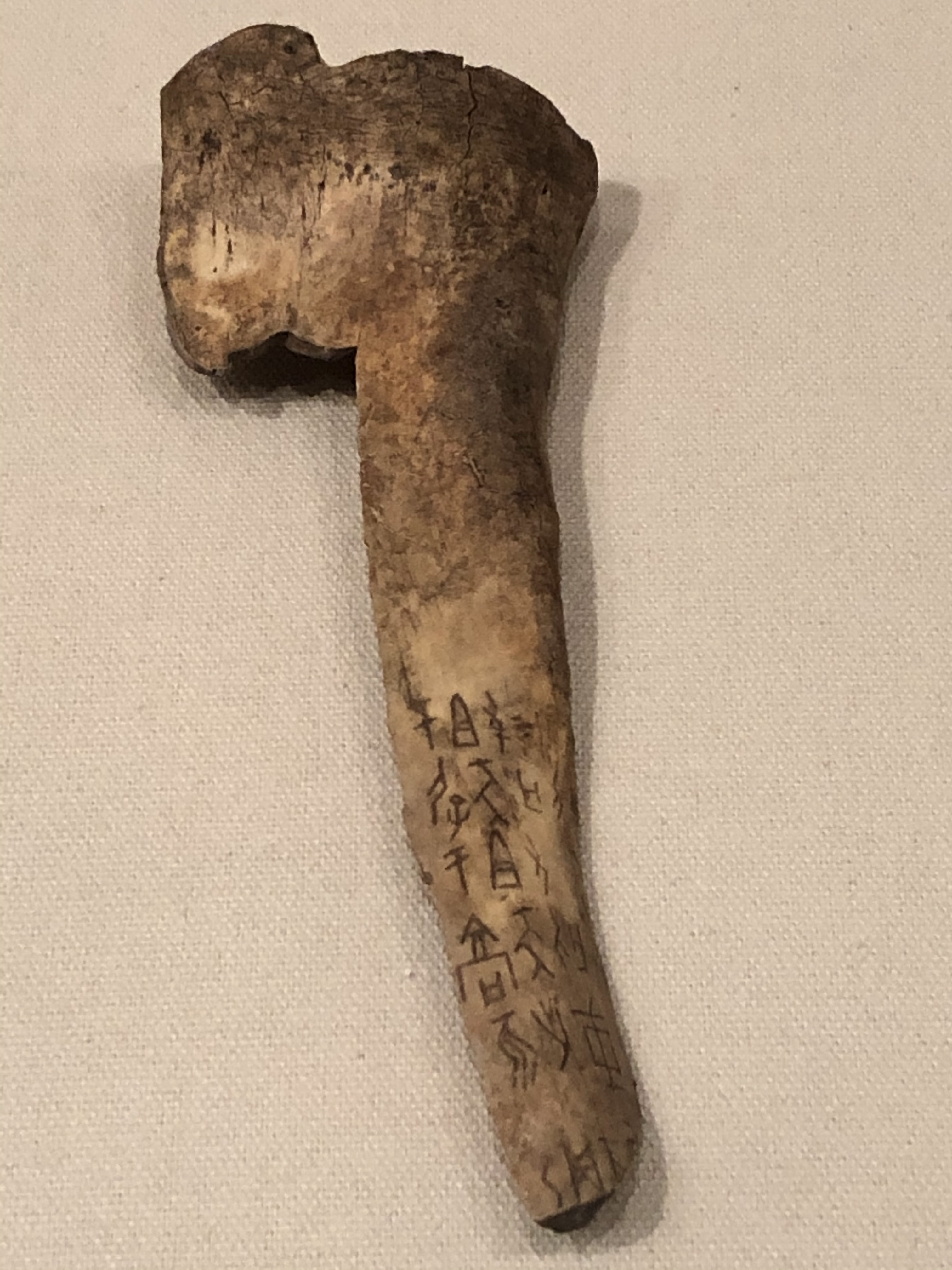
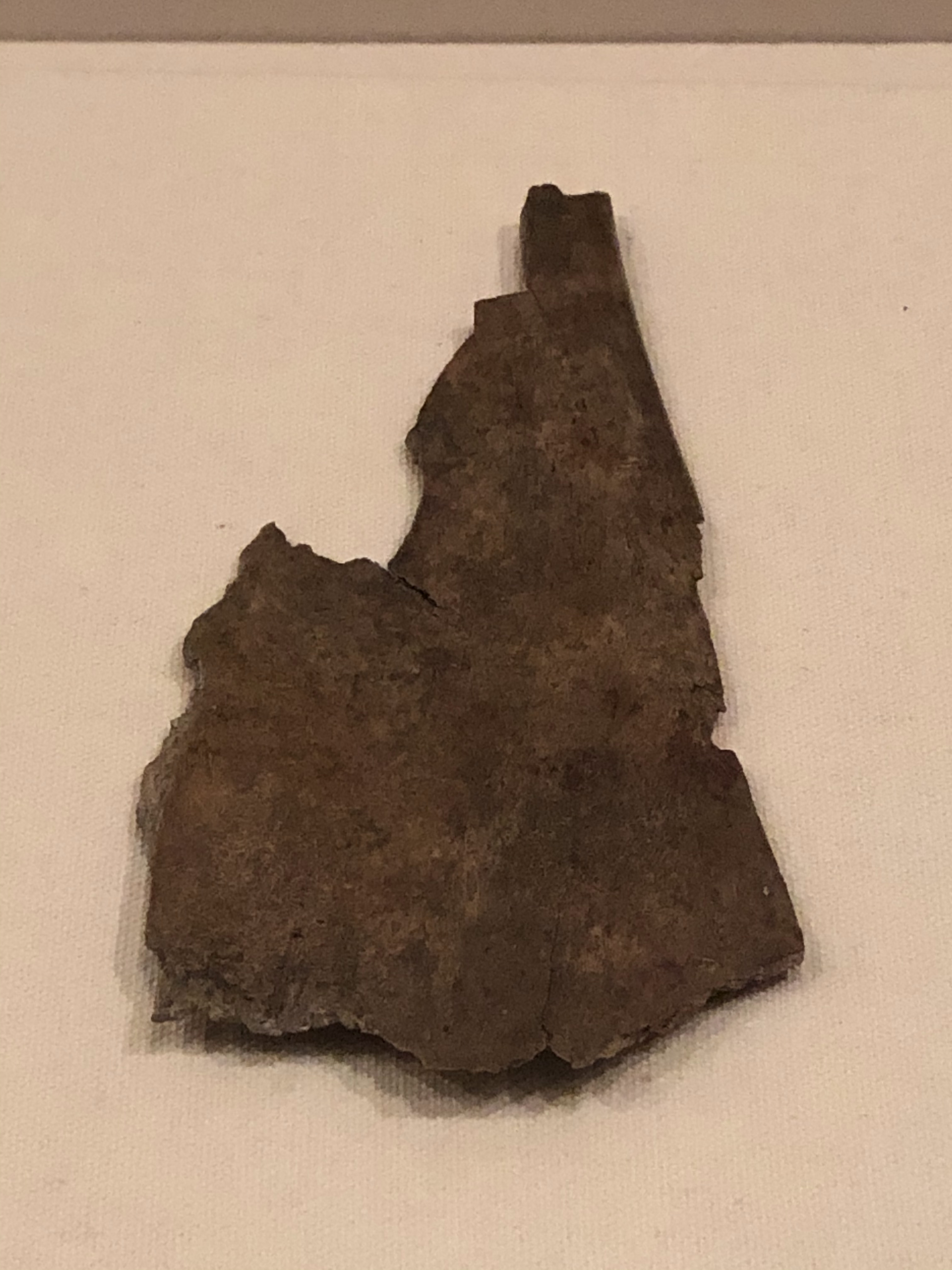
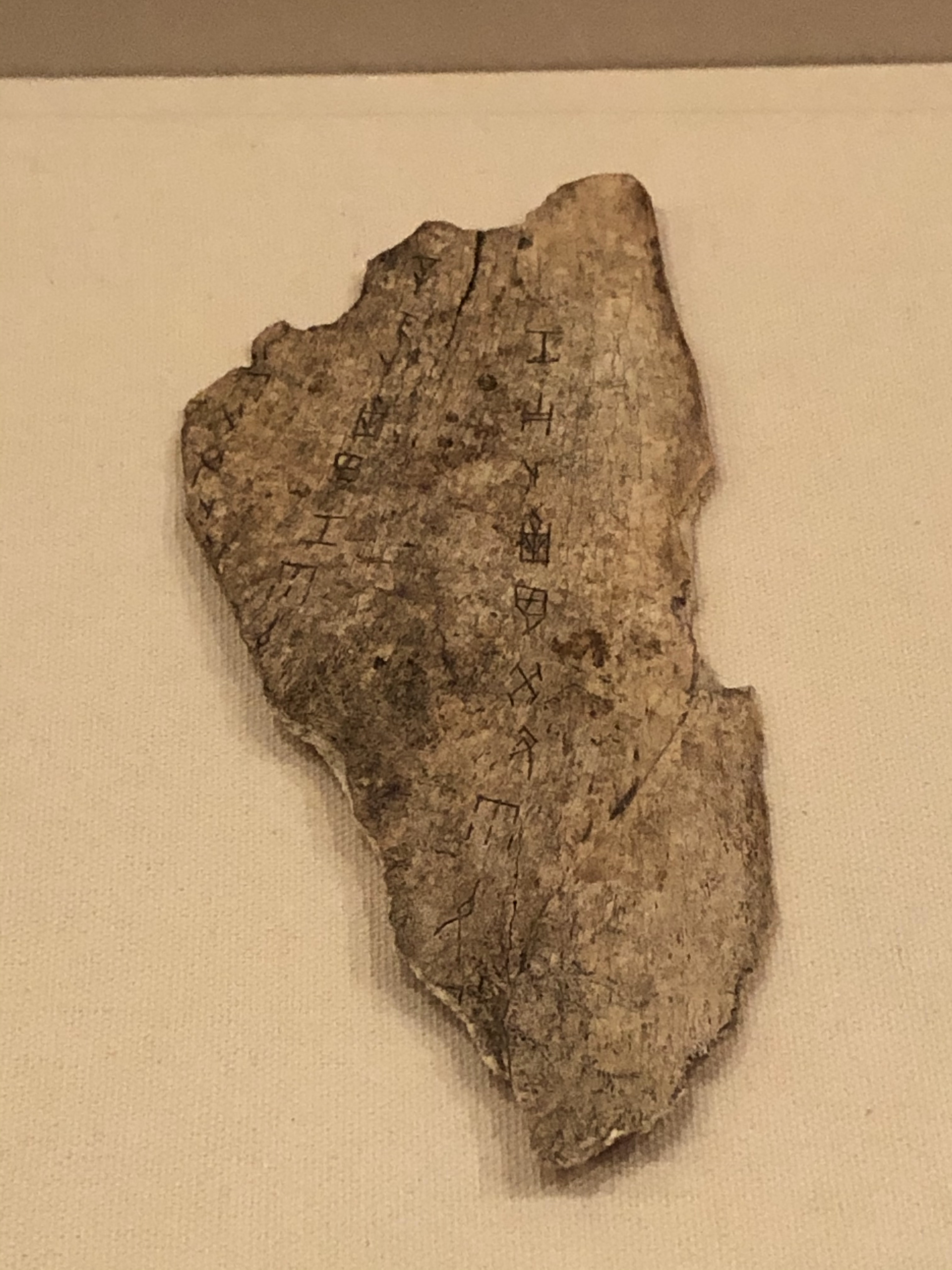
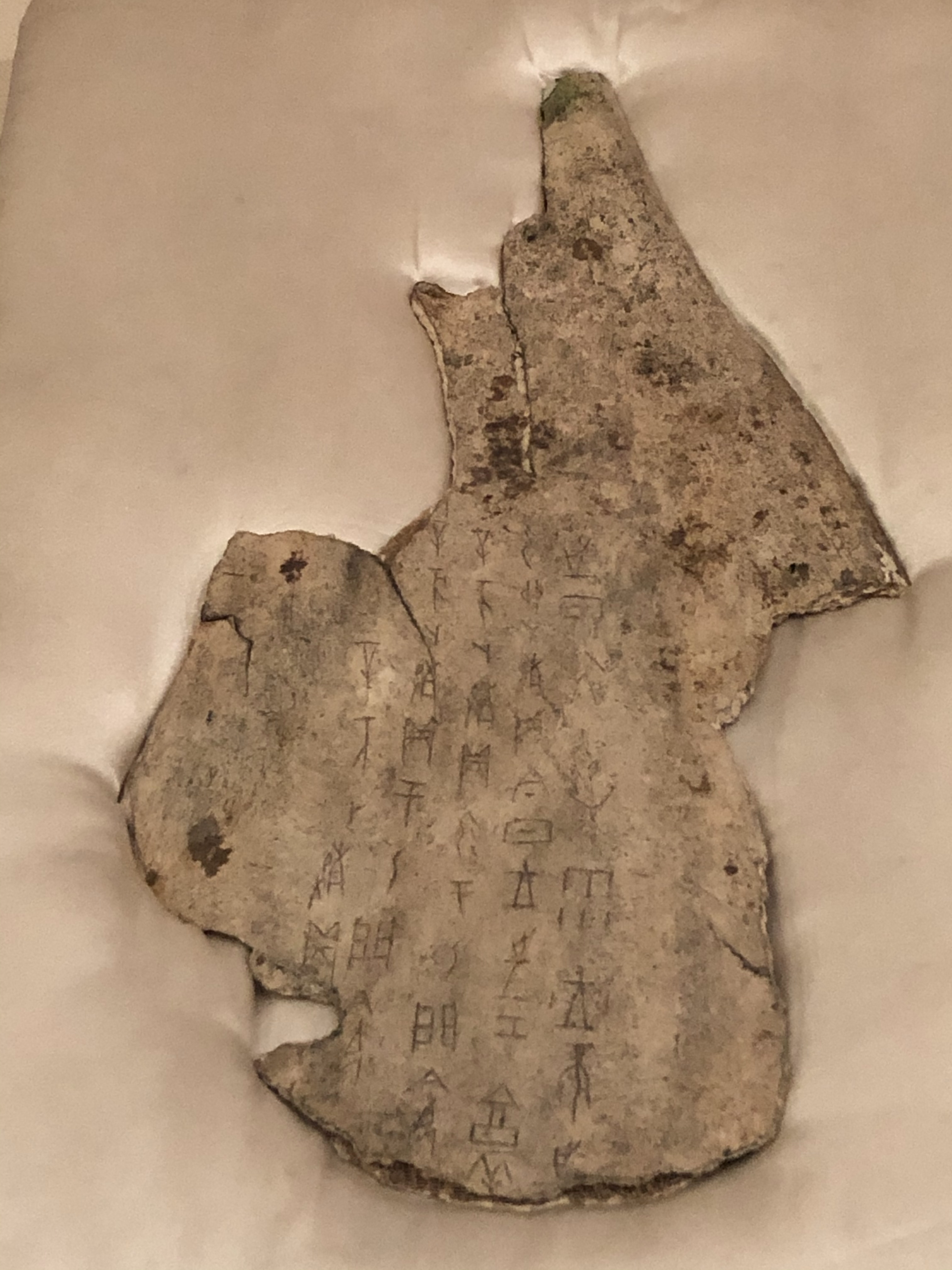
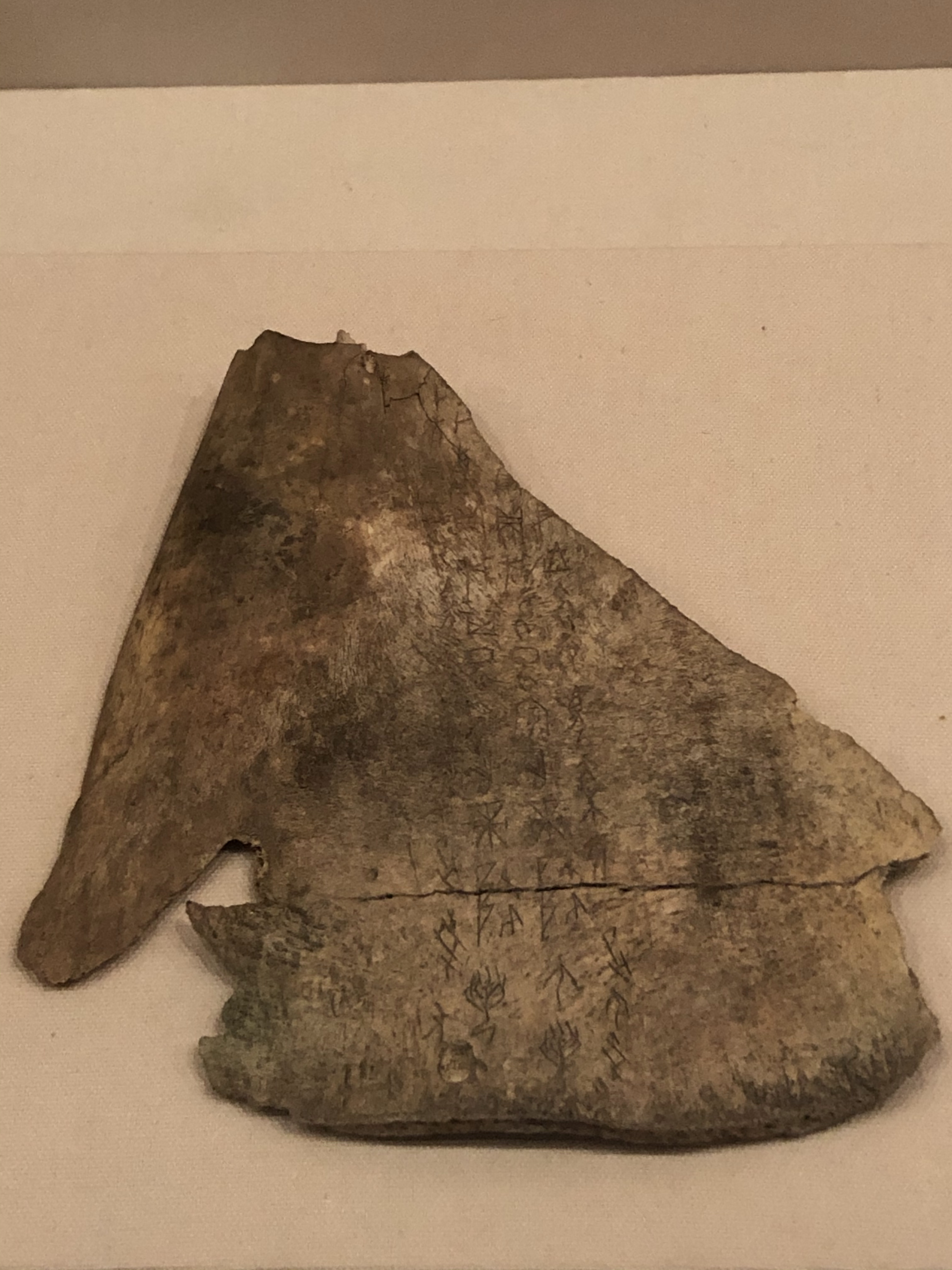
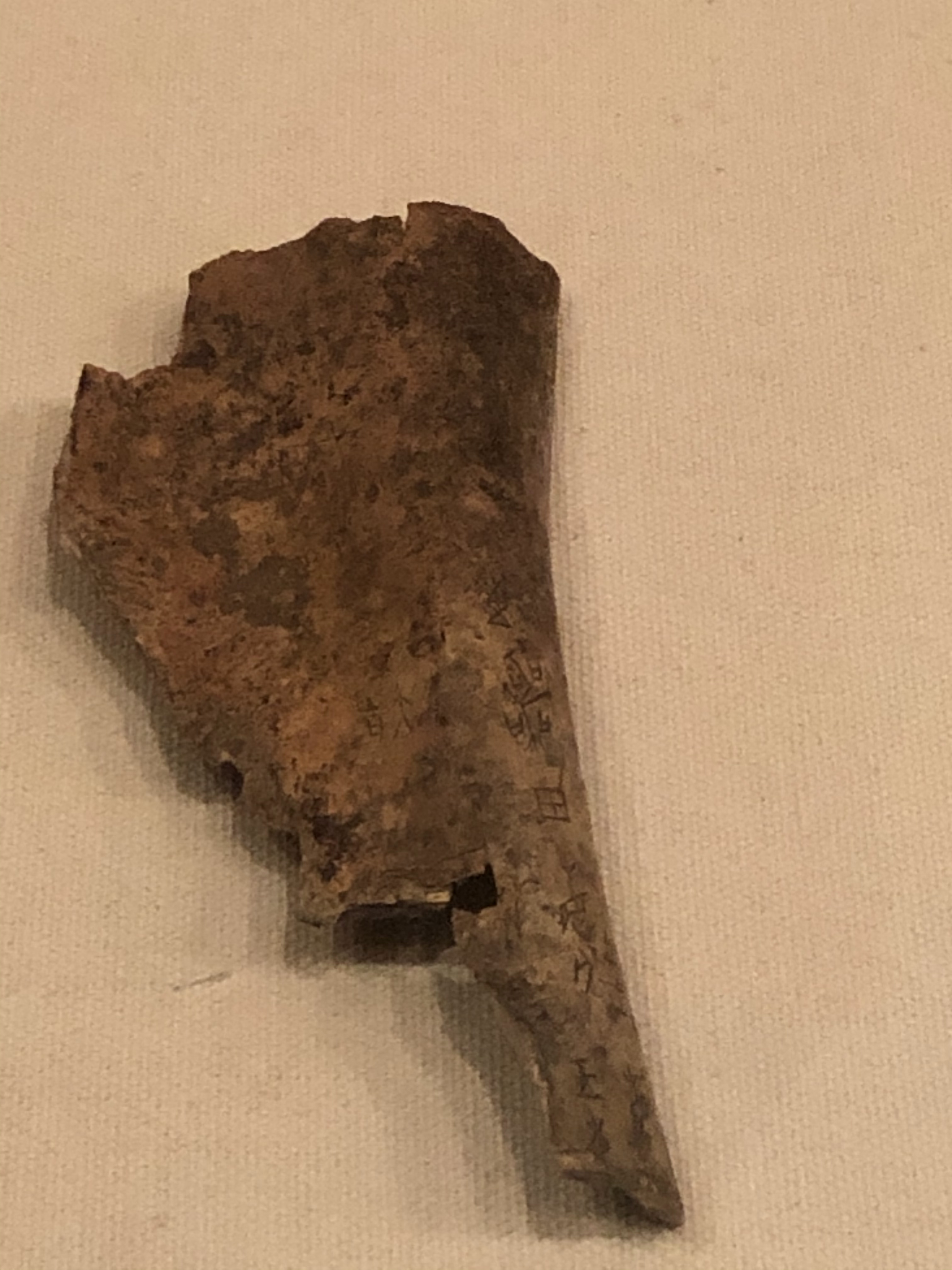
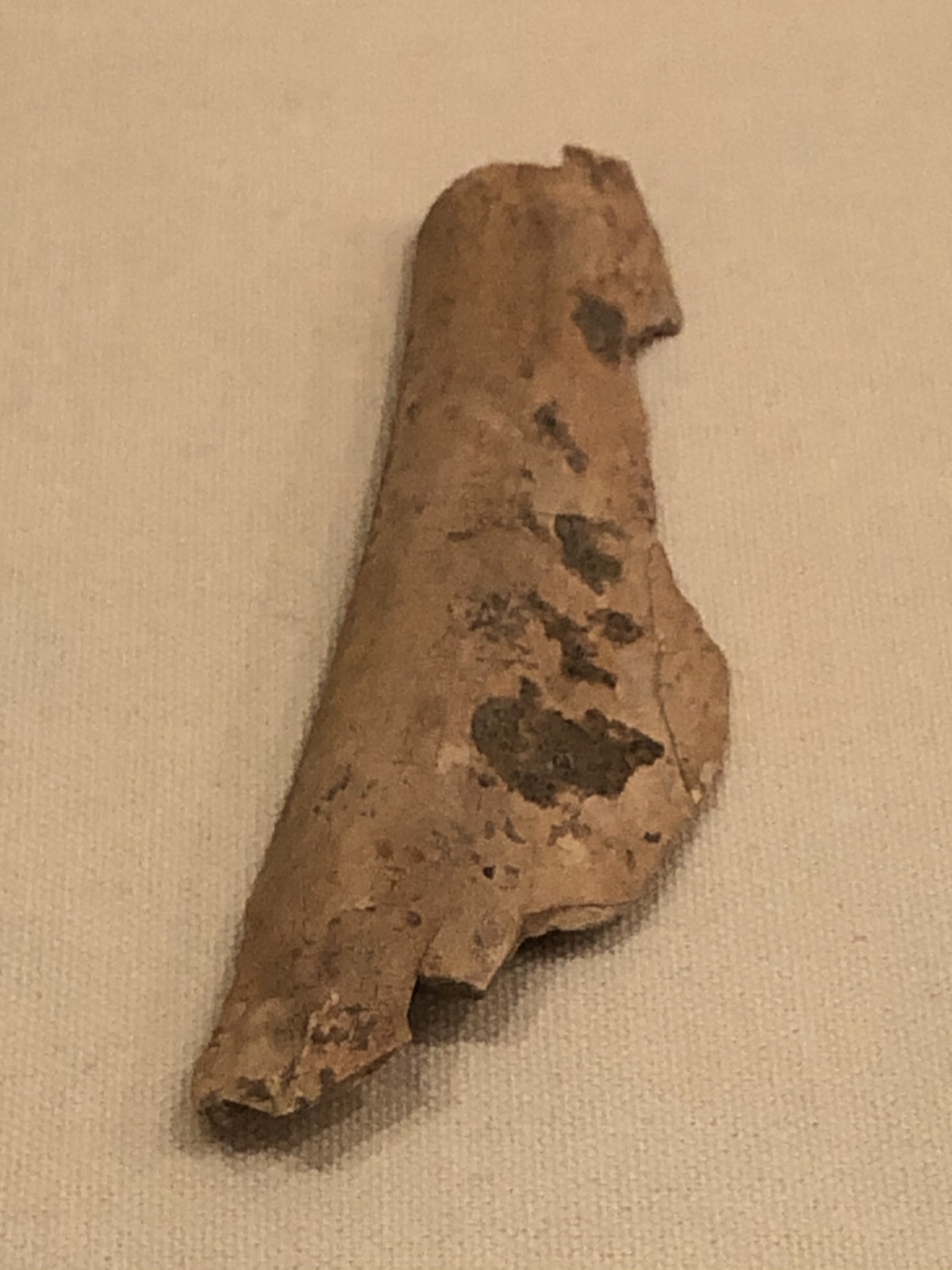
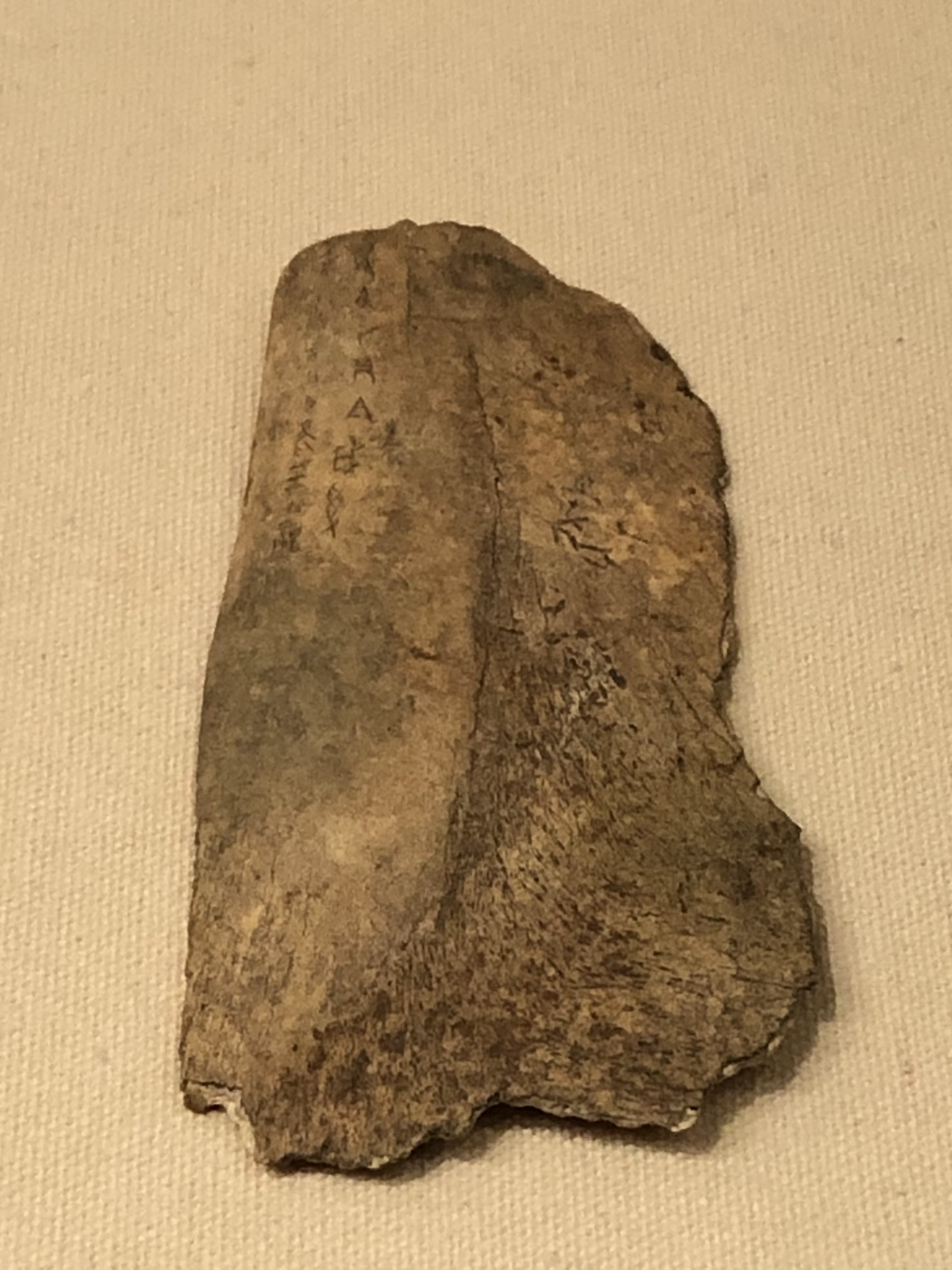
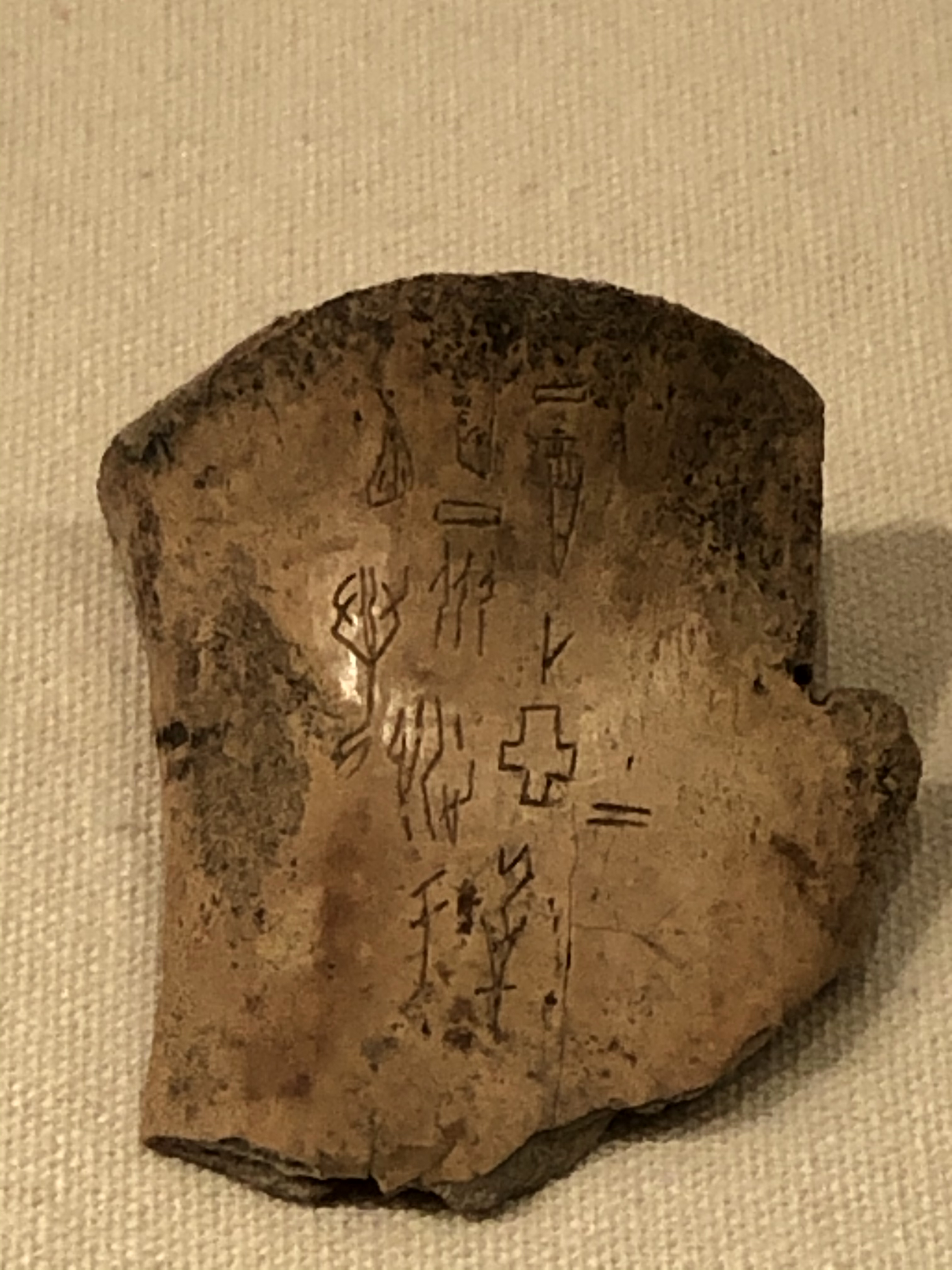
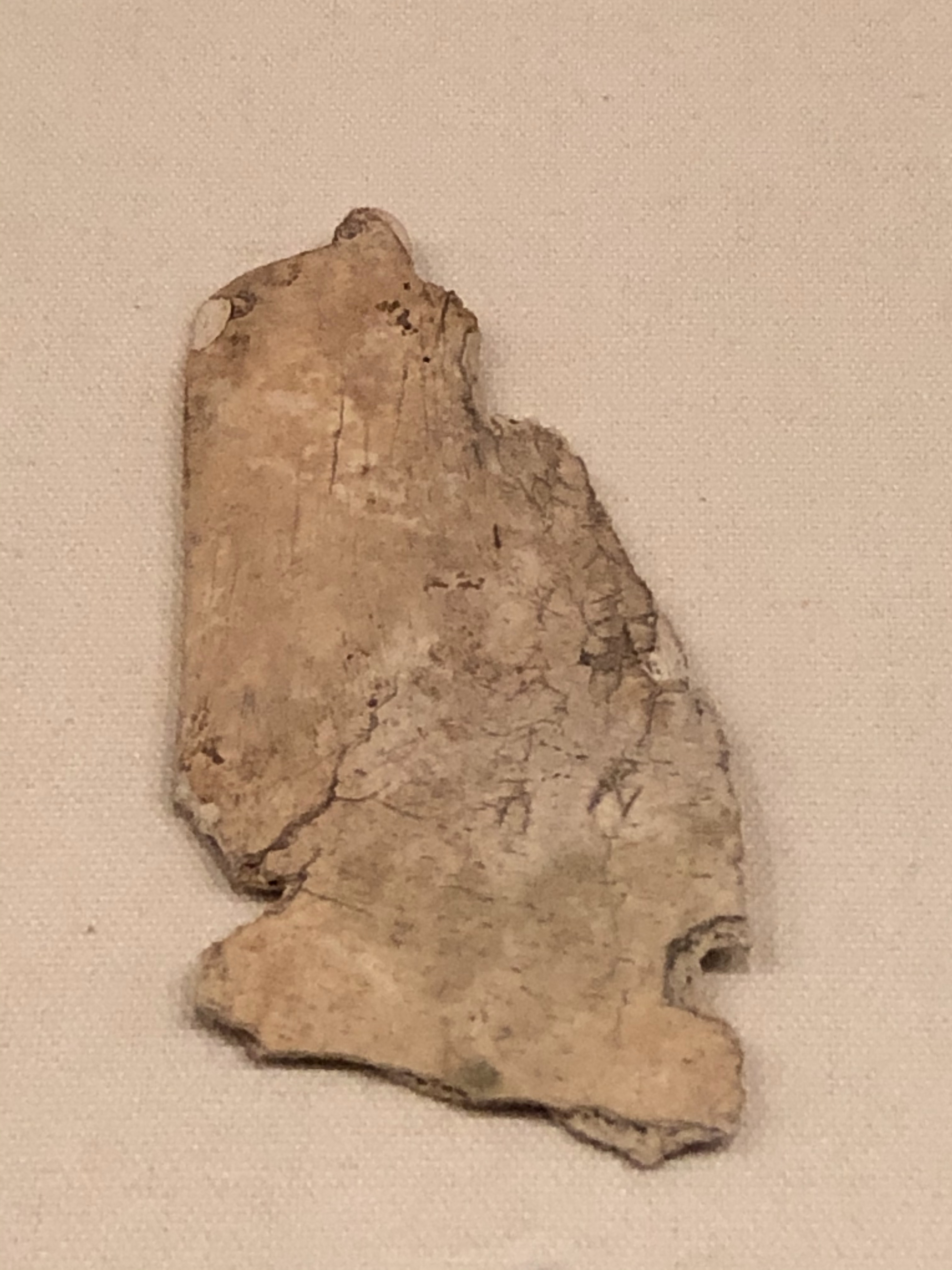
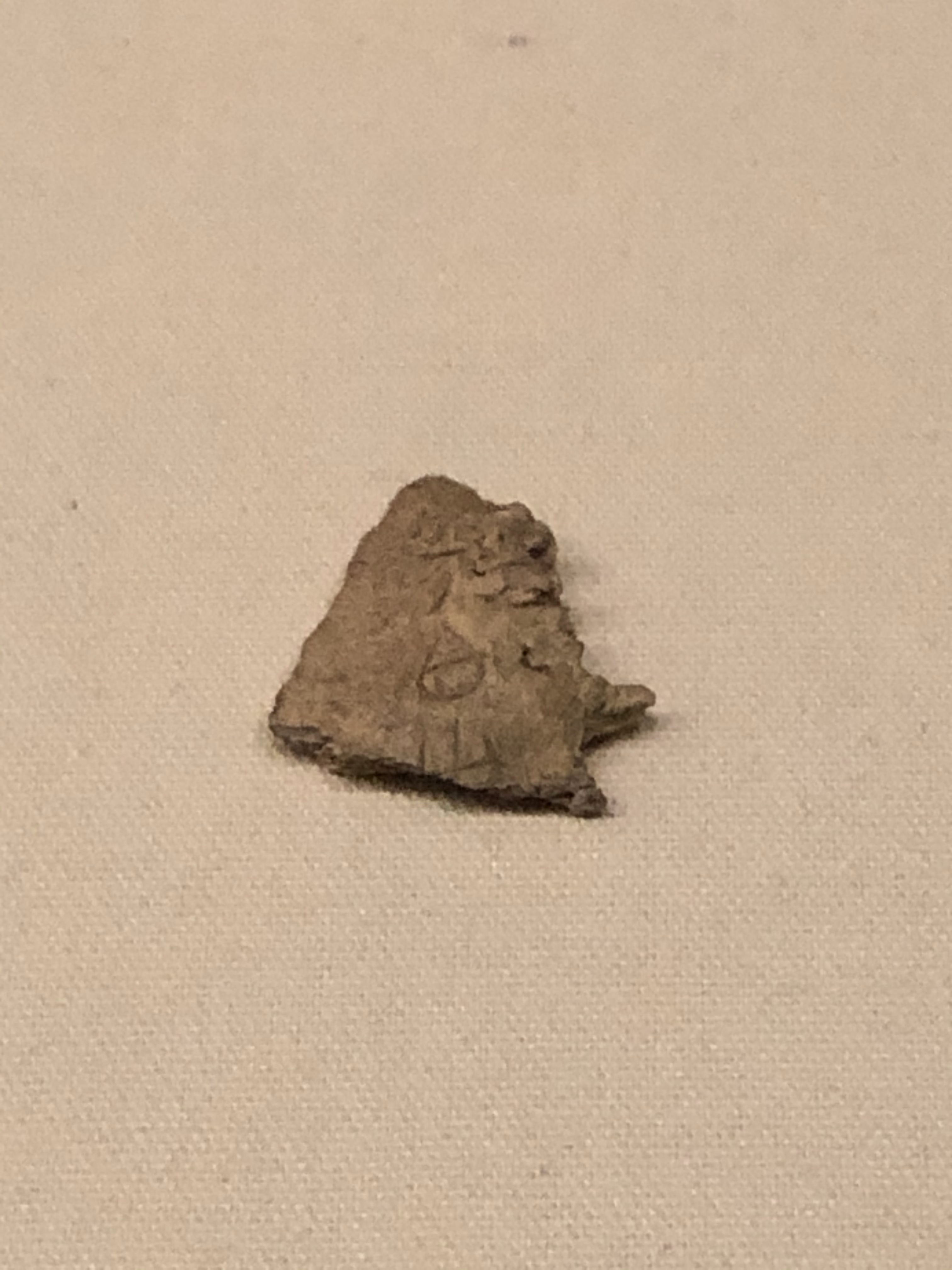

## 参阅
- 卜辞
- 甲骨文
- 甲骨文书法